# Список українських пілотів, загиблих під час російсько-української війни

Рондель ВПС України

Список українських льотчиків, які загинули та постраждали під час російсько-української війни з 20 лютого 2014 року дотепер. В період з часу оголошення АТО та ООС під час бойових дій офіційно не повідомлялось про загибель пілотів, проте було декілька аварій військової авіації, пов'язаних з військовими навчаннями.
| Модель та номер літака        | 2014           | 2015 | 2016 | 2017 | 2018 | 2019 | 2020   | 2021 | 2022                                                | 2023     | 2024 | Загиблі |
| ----------------------------- | -------------- | ---- | ---- | ---- | ---- | ---- | ------ | ---- | --------------------------------------------------- | -------- | ---- | ------- |
| Су-24М                        | 27, 83         | –    | –    | –    | –    | –    | –      | –    | 12, 20, 22, 26, 28, 30, 44, 45, 49, 69, 77, 84, н/д | 66       | –    | 18      |
| Су-24МР                       | –              | –    | –    | –    | –    | –    | –      | –    | 59                                                  | –        | –    | 1       |
| Су-25                         | 33             | –    | –    | –    | –    | –    | –      | –    | –                                                   | н/д      | н/д  | 2       |
| Су-25М1                       | 03, 04, 06, 08 | 07   | 38   | –    | –    | –    | –      | –    | 16, 29, 30, 37, 46, 49                              | –        | –    | 6       |
| Су-25М1К                      | –              | –    | –    | –    | –    | –    | –      | –    | 19, 31, 32, 36, 39, 40                              | –        | –    | 5       |
| Су-27П                        | –              | –    | –    | –    | –    | –    | –      | –    | 37, 100                                             | –        | –    | 2       |
| Су-27П1М                      | –              | –    | –    | –    | –    | –    | –      | –    | 38, 56                                              | –        | –    | 2       |
| Су-27С                        | –              | –    | –    | –    | –    | –    | –      | –    | 11, 26                                              | 30       | –    | 3       |
| Су-27С1М                      | –              | –    | –    | –    | 55   | –    | –      | –    | –                                                   | 24       | –    | 2       |
| Су-27УБ1М                     | –              | –    | –    | –    | 70   | –    | –      | –    | –                                                   | –        | –    | 2       |
| МіГ-29                        | 53             | –    | –    | –    | –    | –    | –      | –    | 07, 09, 10, 16, 28, 33, 43, 45, 57                  | н/д      | н/д  | 9       |
| МіГ-29МУ1                     | 02             | –    | –    | –    | –    | –    | –      | –    | 05, 15                                              | –        | –    | 1       |
| МіГ-29МУ2                     | –              | –    | –    | –    | –    | –    | –      | –    | –                                                   | 12       | –    | 1       |
| МіГ-29УБ                      | –              | –    | –    | –    | –    | –    | –      | –    | 90                                                  | –        | –    | 2       |
| Л-39М1                        | –              | –    | –    | 72   | –    | –    | –      | –    | –                                                   | 102, 107 | –    | 5       |
| Л-39С                         | –              | –    | –    | –    | –    | –    | –      | –    | 21                                                  | –        | –    | 1       |
| Бойова авіація (загиблі)      | –              | 1    | –    | 2    | 3    | –    | –      | –    | 45                                                  | 9        | 2    | 62      |
| Ан-26                         | 19             | –    | –    | –    | –    | –    | –      | –    | н/д                                                 | –        | –    | 2       |
| Ан-26Ш                        | –              | –    | –    | –    | –    | –    | 76     | –    | –                                                   | –        | –    | 7 + 19  |
| Ан-30Б                        | 80             | –    | –    | –    | –    | –    | –      | –    | –                                                   | –        | –    | 5       |
| Іл-76МД                       | 76777          | –    | –    | –    | –    | –    | –      | –    | –                                                   | –        | –    | 9 + 40  |
| Транспортна авіація (загиблі) | 16 + 40        | –    | –    | –    | –    | –    | 7 + 19 | –    | н/д                                                 | –        | –    | н/д     |

## Бойова авіація
| №                                       | Прізвище, ім'я та по батькові                     | Вік      | Військове звання    | Військова посада | Військове формування | Модель літака      | Модекс    | Строк експлуатації                                                                  | Дата авіакатастрофи | Місце авіакатастрофи                                                                                           | Обставини | Нагорода |
| --------------------------------------- | ------------------------------------------------- | -------- | ------------------- | ---------------- | -------------------- | ------------------ | --------- | ----------------------------------------------------------------------------------- | ------------------- | --- | --- | --- |
| 1                                       | Качан Денис Вікторович                            |          | Підполковник        | Пілот            | 7 БрТА               | Су-24М             | Білий 83  |                                                                                     | 21 березня 2014     | Хмельницька область, Старокостянтинівський район, неподалік м. Старокостянтинів (авіабаза)                     | Під час здійснення посадки. Екіпаж катапультувався | Медаль «За військову службу Україні» |
| 1                                       | Дудник Панас                                      |          | Лейтенант           | Штурман          | 7 БрТА               | Су-24М             | Білий 83  |                                                                                     | 21 березня 2014     | Хмельницька область, Старокостянтинівський район, неподалік м. Старокостянтинів (авіабаза)                     | Під час здійснення посадки. Екіпаж катапультувався | |
| 2                                       | Дяків Олександр Юрійович                          | 36 років | Полковник           | Пілот            | 299 БрТА             | Су-25М1            | Синій 06  | 27 років                                                                            | 2 липня 2014        | Дніпропетровська область, неподалік смт Авіаторське (аеропорт)                                                 | Під час заходу на посадку. Льотчик катапультувався | Орден Богдана Хмельницького III ступеня (Україна) |
| 3                                       | Самойлов Сергій Анатолійович                      | 39 років | Полковник           | Пілот            | 299 БрТА             | Су-25М1            | Синій 03  | 26 років                                                                            | 16 липня 2014       | Донецька область, Амвросіївський район, неподалік с. Григорівка                                                | Збитий під час виконання бойового завдання у секторі Д, яке він здійснював у парі з Владиславом Волошиним на Су-25М1 (синій 08). Пілот катапультувався та евакуйований з зони бойових дій українськими прикордонниками | Орден Богдана Хмельницького III ступеня (Україна) |
| 4                                       | Шевцов Юрій Сергійович                            | 32 роки  | Підполковник        | Пілот            | 299 БрТА             | Су-25М1            | Синій 04  | 26 років                                                                            | 23 липня 2014       | Донецька область, Шахтарський район, неподалік с. Дмитрівка                                                    | Збиті ППО російських окупаційних сил, які з травня 2014 незаконно системно перетинали кордон та облаштували в фортифікації у прикордонних з Росією населених пунктах України. Пілоти катапультувалися. На їх пошуки відправлені дві розвідгрупи з 19 бійців 3 оп СпП на двох «Уралах» під командуванням Кирила Андреєнка та Тараса Карпи, під загальним командуванням Сергія Лисенка. Першого пілота евакуйовано з травмою ноги 28.07.2014. Наступного дня обидві групи, за донесенням місцевого жителя-колаборанта були оточені російськими силами на околиці с. Латишеве. Російська бронетехніка мала тактичні позначки ЗСУ. В ході бою загинули 10 бійців спецпризначення, 5 потрапили в полон, 4 вдалося вирватися. Шевцов тривалий час переховувався, з 18.08.2014 до 02.09.2014 перебував у полоні | Орден Богдана Хмельницького III ступеня (Україна) · Орден Данила Галицького |
| 5                                       | Н/Д                                               |          | Н/Д                 | Пілот            | 299 БрТА             | Су-25              | Синій 33  | 26 років                                                                            | 23 липня 2014       | Донецька область, неподалік м. Шахтарськ                                                                       | Збиті ППО російських окупаційних сил, які з травня 2014 незаконно системно перетинали кордон та облаштували в фортифікації у прикордонних з Росією населених пунктах України. Пілоти катапультувалися. На їх пошуки відправлені дві розвідгрупи з 19 бійців 3 оп СпП на двох «Уралах» під командуванням Кирила Андреєнка та Тараса Карпи, під загальним командуванням Сергія Лисенка. Першого пілота евакуйовано з травмою ноги 28.07.2014. Наступного дня обидві групи, за донесенням місцевого жителя-колаборанта були оточені російськими силами на околиці с. Латишеве. Російська бронетехніка мала тактичні позначки ЗСУ. В ході бою загинули 10 бійців спецпризначення, 5 потрапили в полон, 4 вдалося вирватися. Шевцов тривалий час переховувався, з 18.08.2014 до 02.09.2014 перебував у полоні | |
| 6                                       | Н/Д                                               |          | Н/Д                 | Пілот            | 40 БрТА              | МіГ-29МУ1          | Білий 02  | 24 роки                                                                             | 7 серпня 2014       | Донецька область, Шахтарський район, неподалік с. Розівка                                                      | Катапультувався | |
| 7                                       | Гайовчик Микола Миколайович                       |          | Підполковник        | Пілот            | 114 БрТА             | МіГ-29             | Білий 53  | 24 роки                                                                             | 17 серпня 2014      | Луганська область, Краснодонський район, неподалік м. Краснодон                                                | Катапультувався | Орден Богдана Хмельницького I ступеня (Україна) · Орден Богдана Хмельницького II ступеня (Україна) · Орден Богдана Хмельницького III ступеня (Україна) |
| 8                                       | Антонов Андрій Анатолійович                       |          | Підполковник        | Пілот            | 7 БрТА               | Су-24М             | Білий 27  |                                                                                     | 20 серпня 2014      | Луганська область, Краснодонський район, смт Новосвітлівка                                                     | Збитий СЗРГК «Панцирь-С1» в районі с-ща Хрящувате під час виконання бойового завдання поблизу українсько-російського кордону. Екіпаж катапультувався | Орден «За мужність» ІІІ ступеня |
| 8                                       | Карачов Олександр Володимирович                   |          | Майор               | Штурман          | 7 БрТА               | Су-24М             | Білий 27  | Орден «За мужність» ІІ ступеня · Орден «За мужність» ІІІ ступеня                    | 20 серпня 2014      | Луганська область, Краснодонський район, смт Новосвітлівка                                                     | Збитий СЗРГК «Панцирь-С1» в районі с-ща Хрящувате під час виконання бойового завдання поблизу українсько-російського кордону. Екіпаж катапультувався | |
| 9                                       | Волошин Владислав Валерійович                     | 25 років | Капітан             | Пілот            | 299 БрТА             | Су-25М1            | Синій 08  | 26 років                                                                            | 29 серпня 2014      | Донецька область, Старобешівський район, неподалік смт Старобешеве                                             | Збитий під час прикриття його авіаційною ланкою виходу українських військ з Іловайська, після виконання бойового завдання, на зворотному шляху до аеродрому базування. Катапультувався та через чотири доби самостійно дістався вільної від російських сил території. | Орден «За мужність» ІІІ ступеня |
| 10                                      | Большаков Єгор Ігорович                           | 23 роки  | Старший лейтенант   | Пілот            | 299 БрТА             | Су-25М1            | Синій 07  | 28 років                                                                            | 11 листопада 2015   | Запорізька область, Вільнянський район, неподалік с. Тернівка                                                  | Зіткнення з повітряною лінією електропередачі високої напруги під час навчально-тренувального польоту | |
| 11                                      | Н/Д                                               |          | Н/Д                 | Пілот            | 299 БрТА             | Су-25М1            | Синій 38  | 27 років                                                                            | 14 липня 2016       | Хмельницька область, Старокостянтинівський район, неподалік м. Старокостянтинів (авіабаза)                     | Катапультувався | |
| 12                                      | Бородаченко Сергій Станіславович                  |          | Підполковник        | Пілот            | 7 БрТА               | Л-39М1             | Синій 72  |                                                                                     | 29 вересня 2017     | Хмельницька область, Красилівський район, неподалік с. Берегелі                                                | Під час виконання планового навчально-тренувального польоту | |
| 12                                      | Ткаченко Михайло Васильович                       |          | Старший лейтенант   | Штурман          | 7 БрТА               | Л-39М1             | Синій 72  |                                                                                     | 29 вересня 2017     | Хмельницька область, Красилівський район, неподалік с. Берегелі                                                | Під час виконання планового навчально-тренувального польоту | |
| 13                                      | Петренко Іван Миколайович                         | 46 років | Полковник           | Пілот            | 831 БрТА             | Су-27УБ1М          | Синій 70  | 27 років                                                                            | 16 жовтня 2018      | Вінницька область, Хмільницький район, неподалік с. Уланів                                                     | Під час виконання навчально-бойового польоту в рамках багатонаціональних військових навчань «Чисте небо 2018» | |
| 13                                      | Нерінг Сет «Джетро» (англ. Seth «Jethro» Nehring) | 44 роки  | Лейтенант-полковник |                  | ПНГ США              | Су-27УБ1М          | Синій 70  | 27 років                                                                            | 16 жовтня 2018      | Вінницька область, Хмільницький район, неподалік с. Уланів                                                     | Під час виконання навчально-бойового польоту в рамках багатонаціональних військових навчань «Чисте небо 2018» | |
| 14                                      | Фоменко Олександр Васильович                      | 43 роки  | Майор               | Пілот            | 39 БрТА              | Су-27С1М           | Синій 55  | 31 рік                                                                              | 15 грудня 2018      | Житомирська область, Житомирський район, смт Озерне (аеродром)                                                 | При заході на посадку під час виконання планових польотів за складних погодних умов | |
| Російське вторгнення в Україну (з 2022) |                                                   |          |                     |                  |                      |                    |           |                                                                                     |                     | | | |
| 15                                      | Куликов Дмитро Олександрович                      | 39 років | Майор               | Пілот            | 7 БрТА               | Су-24М             | Білий 20  |                                                                                     | 24 лютого 2022      | Київська область, Бориспільський район, Яготинська міська громада, неподалік с. Фарбоване                      | [ 32 ] [ 33 ] [ 34 ] [ 35 ] | Орден «За мужність» ІІІ ступеня |
| 15                                      | Савчук Микола Володимирович                       | 38 років | Майор               | Штурман          | 7 БрТА               | Су-24М             | Білий 20  | Орден «За мужність» ІІІ ступеня · Медаль «За військову службу Україні»              | 24 лютого 2022      | Київська область, Бориспільський район, Яготинська міська громада, неподалік с. Фарбоване                      | [ 32 ] [ 33 ] [ 34 ] [ 35 ] | |
| 16                                      | Єрко В'ячеслав Володимирович                      | 36 років | Підполковник        | Пілот            | 40 БрТА              | МіГ-29МУ1          | Білий 05  |                                                                                     | 24 лютого 2022      | Київська область, Вишгородський район, Димерська селищна громада, неподалік с. Володимирівка                   | Літак збитий ракетою | Герой України · Орден Богдана Хмельницького III ступеня (Україна) · Медаль «За військову службу Україні» |
| 17                                      | Коханський Володимир Михайлович                   | 55 років | Підполковник        | Пілот            | 40 БрТА              | МіГ-29УБ           | Білий 90  |                                                                                     | 24 лютого 2022      | Київська область, Білоцерківський район, Узинська міська громада, неподалік с. Блощинці                        | Загиблі у повітряному бою | Орден «За мужність» ІІІ ступеня |
| 17                                      | Пасулька Роман Сергійович                         | 22 роки  | Старший лейтенант   | Пілот            | 40 БрТА              | МіГ-29УБ           | Білий 90  | Орден «За мужність» ІІІ ступеня                                                     | 24 лютого 2022      | Київська область, Білоцерківський район, Узинська міська громада, неподалік с. Блощинці                        | Загиблі у повітряному бою | |
| 18                                      | Радіонов В'ячеслав Денисович                      | 25 років | Старший лейтенант   | Пілот            | 40 БрТА              | МіГ-29             | Білий 07  |                                                                                     | 24 лютого 2022      | Київська область, Фастівський район, Калинівська селищна громада, неподалік с. Мала Солтанівка                 | Під час виведення авіації з-під російського ракетного удару по летовищу | Герой України |
| 19                                      | Вагоровський Едуард Миколайович                   | 56 років | Підполковник        | Пілот            | 39 БрТА              | Су-27П             | Синій 37  | 30 років                                                                            | 24 лютого 2022      | Житомирська область, Житомирський район, Новогуйвинська селищна громада, с-ще Озерне (аеродром)                | Під час російської атаки на аеропорт | Герой України |
| 20                                      | Коломієць Дмитро Валерійович «Colombo»            | 48 років | Майор               | Пілот            | 39 БрТА              | Л-39С              | Синій 21  |                                                                                     | 24 лютого 2022      | Хмельницька область, Хмельницький район, Сатанівська селищна громада, неподалік с. Кринцілів                   | Загиблий у повітряному бою | Герой України |
| 21                                      | Жибров Олександр Олександрович                    | 42 роки  | Підполковник        | Пілот            | 299 БрТА             | Су-25М1К           | Синій 19  | 34 роки                                                                             | 24 лютого 2022      | Херсонська область, Каховський район, Чаплинська селищна громада, неподалік с. Чорна Долина                    | Збитий з землі | Орден Богдана Хмельницького III ступеня (Україна) |
| 22                                      | Щербаков Олександр Олександрович                  | 25 років | Капітан             | Пілот            | 299 БрТА             | Су-25М1            | Синій 30  |                                                                                     | 24 лютого 2022      | Херсонська область, Каховський район, Чаплинська селищна громада, неподалік с. Чорна Долина                    | Збитий під час виконання бойового завдання у парі з Ростиславом Лазаренко. Загинув під час капультування | Орден Богдана Хмельницького III ступеня (Україна) |
| 23                                      | Матуляк Геннадій Васильович                       | 44 роки  | Підполковник        | Пілот            | 299 БрТА             | Су-25М1К           | Синій 39  | 33 роки                                                                             | 25 лютого 2022      | Київська область, Вишгородський район, Димерська селищна громада, неподалік с. Глібівка                        | Збитий у повітрі | Герой України |
| 24                                      | Оксанченко Олександр Якович                       | 53 роки  | Полковник           | Пілот            | 831 БрТА             | Су-27П             | Синій 100 | 30 років                                                                            | 25 лютого 2022      | Київ, Дарницький район, дачний масив                                                                           | Збитий у повітрі | Герой України |
| 25                                      | Антихович Андрій Миколайович                      | 25 років | Капітан             | Пілот            | 299 БрТА             | Су-25М1К           | Синій 31  |                                                                                     | 26 лютого 2022      | Херсонська область, Каховський район, Зеленопідська селищна громада, неподалік с-ща Федорівка                  | Збитий у повітрі | Орден Богдана Хмельницького III ступеня (Україна) |
| 26                                      | Максимов Андрій Олегович                          | 23 роки  | Старший лейтенант   | Пілот            | 299 БрТА             | Су-25М1            | Синій 49  | 35 років                                                                            | 27 лютого 2022      | Херсонська область, Херсонський район, Херсонська міська громада, неподалік с-ща Молодіжне                     | Катапультувався, перебував у полоні до 01.04.2022 | |
| 27                                      | Білоус Руслан Олександрович                       | 32 роки  | Майор               | Пілот            | 7 БрТА               | Су-24М             | Білий 77  |                                                                                     | 27 лютого 2022      | Київська область, Бучанський район, Макарівська селищна громада, с. Березівка                                  | [ 65 ] [ 66 ] | Орден Богдана Хмельницького III ступеня (Україна) |
| 27                                      | Довгалюк Роман Олександрович                      | 31 рік   | Капітан             | Штурман          | 7 БрТА               | Су-24М             | Білий 77  | Орден Богдана Хмельницького III ступеня (Україна)                                   | 27 лютого 2022      | Київська область, Бучанський район, Макарівська селищна громада, с. Березівка                                  | [ 65 ] [ 66 ] | |
| 28                                      | Чобану Степан Іванович                            | 58 років | Майор               | Пілот            | 831 БрТА             | Су-27С             | Синій 11  | 35 років                                                                            | 28 лютого 2022      | Кіровоградська область, Кропивницький район, Кропивницька міська громада, неподалік м. Кропивницький           | Збитий під час бою | Герой України |
| 29                                      | Н/Д                                               |          | Н/Д                 | Пілот та штурман | 7 БрТА               | Су-24М             | Н/Д       |                                                                                     | 1 березня 2022      | Черкаська область, Золотоніський район, Чорнобаївська селищна громада, неподалік с. Красенівка                 | Катапультувалися | |
| 30                                      | Корпан Олександр Богданович                       | 27 років | Капітан             | Пілот            | 299 БрТА             | Су-25М1            | Синій 29  | 33 роки                                                                             | 2 березня 2022      | Хмельницька область, Хмельницький район, Старокостянтинівська міська громада, м. Старокостянтинів (авіабаза)   | [ 71 ] [ 72 ] [ 73 ] | Герой України |
| 31                                      | Бринжала Олександр Петрович                       | 47 років | Майор               | Пілот            | 40 БрТА              | МіГ-29             | Білий 16  |                                                                                     | 2 березня 2022      | Житомирська область, Житомирський район, Радомишльська міська громада, неподалік с. Раковичі                   | [ 74 ] [ 75 ] [ 38 ] [ 76 ] [ 77 ] | Герой України · Орден Богдана Хмельницького III ступеня (Україна) |
| 32                                      | Коваленко Микола Миколайович                      | 53 роки  | Полковник           | Пілот            | 7 БрТА               | Су-24М             | Білий 22  |                                                                                     | 2 березня 2022      | Житомирська область, Звягельський район, Довбиська селищна громада, неподалік с-ща Довбиш                      | [ 78 ] [ 79 ] [ 66 ] | Орден «За мужність» ІІ ступеня |
| 32                                      | Казіміров Євген Вікторович                        | 45 років | Капітан             | Штурман          | 7 БрТА               | Су-24М             | Білий 22  | Орден «За мужність» ІІІ ступеня                                                     | 2 березня 2022      | Житомирська область, Звягельський район, Довбиська селищна громада, неподалік с-ща Довбиш                      | [ 78 ] [ 79 ] [ 66 ] | |
| 33                                      | Мороз Вадим Сергійович                            | 26 років | Капітан             | Пілот            | 299 БрТА             | Су-25М1К           | Синій 40  | 33 роки                                                                             | 3 березня 2022      | Миколаївська область, Баштанський район, Інгульська сільська громада, неподалік с. Новоолександрівка           | [ 80 ] [ 81 ] [ 82 ] | Орден Богдана Хмельницького III ступеня (Україна) |
| 34                                      | Люташин Андрій Олександрович                      | 47 років | Майор               | Пілот            | 40 БрТА              | МіГ-29             | Білий 09  |                                                                                     | 8 березня 2022      | Київська область, Бучанський район, Макарівська селищна громада, неподалік с. Березівка                        | [ 83 ] [ 38 ] [ 84 ] | Герой України |
| 35                                      | Лисенко Євген Вадимович                           | 27 років | Майор               | Пілот            | 204 БрТА             | МіГ-29             | Синій 10  |                                                                                     | 9 березня 2022      | Житомирська область, Житомирський район, Оліївська сільська громада, неподалік с. Новопіль                     | [ 85 ] [ 86 ] [ 87 ] [ 88 ] | Герой України · Орден Богдана Хмельницького III ступеня (Україна) |
| 36                                      | Н/Д                                               |          | Н/Д                 | Пілот та штурман | 7 БрТА               | Су-24М             | Білий 26  |                                                                                     | 9 березня 2022      | Черкаська область, Уманський район, Іваньківська сільська громада, неподалік с. Іваньки                        | Катапультувалися | |
| 37                                      | Ошкало Валерій Миколайович                        | 54 роки  | Підполковник        | Пілот            | 7 БрТА               | Су-24М             | Білий 45  |                                                                                     | 12 березня 2022     | Херсонська область, Бериславський район, Новоолександрівська сільська громада, неподалік с. Біляївка           | [ 90 ] [ 91 ] [ 66 ] [ 34 ] [ 92 ] [ 93 ] | Герой України · Орден «За мужність» ІІ ступеня |
| 37                                      | Чехун Роман Георгійович                           | 45 років | Майор               | Штурман          | 7 БрТА               | Су-24М             | Білий 45  | Герой України · Орден «За мужність» ІІІ ступеня                                     | 12 березня 2022     | Херсонська область, Бериславський район, Новоолександрівська сільська громада, неподалік с. Біляївка           | [ 90 ] [ 91 ] [ 66 ] [ 34 ] [ 92 ] [ 93 ] | |
| 38                                      | Тарабалка Степан Іванович                         | 29 років | Майор               | Пілот            | 114 БрТА             | МіГ-29             | Білий 57  |                                                                                     | 13 березня 2022     | Житомирська область, Житомирський район, Волицька сільська громада, неподалік с. Івниця                        | [ 94 ] [ 95 ] [ 96 ] | Герой України |
| 39                                      | Василюк Роман Вікторович                          | 32 роки  | Підполковник        | Пілот            | 299 БрТА             | Су-25М1К           | Синій 36  |                                                                                     | 14 березня 2022     | Донецька область, Волноваський район, Волноваська міська громада, неподалік м. Волноваха                       | Катапультувався, перебував у полоні до 24.04.2022 | Орден Богдана Хмельницького III ступеня (Україна) |
| 40                                      | Н/Д                                               |          | Н/Д                 | Пілот            | 40 БрТА              | МіГ-29МУ1          | Білий 15  |                                                                                     | 15 березня 2022     | Чернігівська область, Ніжинський район, Новобасанська сільська громада, неподалік с. Нова Басань               | Катапультувався, ймовірно перебуває у полоні | |
| 41                                      | Ходаківський В'ячеслав Анатолійович               | 40 років | Майор               | Пілот            | 7 БрТА               | Су-24М             | 30        |                                                                                     | 21 березня 2022     | Дніпропетровська область, Синельниківський район, Покровська селищна громада, неподалік с. Зелена Долина       | Штурман вижив | Герой України · Орден Богдана Хмельницького III ступеня (Україна) |
| 41                                      | Корнійчук Олександр Вікторович                    |          | Майор               | Штурман          | 7 БрТА               | Су-24М             | 30        | Герой України · Орден «За мужність» ІІІ ступеня                                     | 21 березня 2022     | Дніпропетровська область, Синельниківський район, Покровська селищна громада, неподалік с. Зелена Долина       | Штурман вижив | |
| 42                                      | Коваленко Олексій Олександрович                   | 41 рік   | Майор               | Пілот            | 7 БрТА               | Су-24М             | Білий 49  |                                                                                     | 22 березня 2022     | Харківська область, Ізюмський район, Оскільська сільська громада, неподалік с. Сулигівка                       | Штурман вижив | Герой України · Орден «За мужність» ІІ ступеня · Орден «За мужність» ІІІ ступеня |
| 42                                      | Вербицький Сергій Сергійович                      | 37 років | Підполковник        | Штурман          | 7 БрТА               | Су-24М             | Білий 49  | Герой України · Орден «За мужність» ІІІ ступеня                                     | 22 березня 2022     | Харківська область, Ізюмський район, Оскільська сільська громада, неподалік с. Сулигівка                       | Штурман вижив | |
| 43                                      | Чумаченко Дмитро Романович                        | 26 років | Капітан             | Пілот            | 204 БрТА             | МіГ-29             | Білий 45  |                                                                                     | 23 березня 2022     | Житомирська область, Житомирський район, Тетерівська сільська громада, неподалік с. Тригір'я                   | [ 108 ] [ 109 ] [ 110 ] | Орден «За мужність» ІІІ ступеня |
| 44                                      | Сікаленко Максим Анатолійович                     | 43 роки  | Полковник           | Пілот            | 7 БрТА               | Су-24М             | Білий 44  |                                                                                     | 30 березня 2022     | Кіровоградська область, Кропивницький район, Кропивницька міська громада, м. Кропивницький (авіабаза)          | [ 111 ] [ 112 ] | Орден Богдана Хмельницького III ступеня (Україна) |
| 44                                      | Городничев Костянтин Валентинович                 | 46 років | Майор               | Штурман          | 7 БрТА               | Су-24М             | Білий 44  | Орден Богдана Хмельницького III ступеня (Україна)                                   | 30 березня 2022     | Кіровоградська область, Кропивницький район, Кропивницька міська громада, м. Кропивницький (авіабаза)          | [ 111 ] [ 112 ] | |
| 45                                      | Середюк Єгор Васильович                           | 26 років | Капітан             | Пілот            | 299 БрТА             | Су-25М1            | Синій 16  | 34 роки                                                                             | 15 квітня 2022      | Харківська область, Ізюмський район, Ізюмська міська громада, неподалік м. Ізюм                                | [ 113 ] [ 114 ] [ 82 ] [ 115 ] | Герой України · Орден Богдана Хмельницького III ступеня (Україна) |
| 46                                      | Н/Д                                               |          | Н/Д                 | Пілот та штурман | 7 БрТА               | Су-24М             | Білий 12  |                                                                                     | 6 травня 2022       | Миколаївська область, Вознесенський район, Веселинівська селищна громада, між с. Федорівка та с-щем Веселинове | Катапультувалися | |
| 47                                      | Пархоменко Сергій Ігорович                        | 25 років | Капітан             | Пілот            | 299 БрТА             | Су-25М1            | Синій 37  | 33 роки                                                                             | 14 травня 2022      | Запорізька область, Пологівський район, Гуляйпільська міська громада, неподалік м. Гуляйполе                   | [ 117 ] [ 118 ] [ 45 ] [ 119 ] | Герой України · Орден Богдана Хмельницького III ступеня (Україна) |
| 48                                      | Хмара Ігор Віталійович                            | 37 років | Підполковник        | Пілот            | 7 БрТА               | Су-24М             | Білий 69  |                                                                                     | 19 травня 2022      | Донецька область, Бахмутський район, Соледарська міська громада, неодалік с. Липове                            | [ 120 ] [ 121 ] [ 66 ] [ 87 ] [ 122 ] | Орден Богдана Хмельницького III ступеня (Україна) · Орден «За мужність» ІІІ ступеня |
| 48                                      | Негар Ілля Борисович                              | 30 років | Майор               | Штурман          | 7 БрТА               | Су-24М             | Білий 69  | Орден Богдана Хмельницького III ступеня (Україна) · Орден «За мужність» ІІІ ступеня | 19 травня 2022      | Донецька область, Бахмутський район, Соледарська міська громада, неодалік с. Липове                            | [ 120 ] [ 121 ] [ 66 ] [ 87 ] [ 122 ] | |
| 49                                      | Фішер Дмитро Вільгельмович                        | 49 років | Підполковник        | Пілот            | 831 БрТА             | Су-27П1М           | Синій 38  | 30 років                                                                            | 5 червня 2022       | Запорізька область, Пологівський район, Оріхівська міська громада, неподалік с. Новоданилівка                  | [ 123 ] [ 112 ] | Орден Богдана Хмельницького III ступеня (Україна) |
| 50                                      | Матюшенко Михайло Юрійович «Дід»                  | 61 рік   | Полковник           | Пілот            | 7 БрТА               | Су-24М             | Білий 84  |                                                                                     | 26 червня 2022      | Чорне море, поблизу о. Зміїний                                                                                 | [ 124 ] [ 125 ] | |
| 50                                      | Красильніков Юрій Миколайович                     |          | Майор               | Штурман          | 7 БрТА               | Су-24М             | Білий 84  |                                                                                     | 26 червня 2022      | Чорне море, поблизу о. Зміїний                                                                                 | [ 124 ] [ 125 ] | |
| 51                                      | Кукурба Олександр Васильович «Кума»               | 27 років | Майор               | Пілот            | 299 БрТА             | Су-25М1К           | Синій 32  |                                                                                     | 26 липня 2022       | Дніпропетровська область, Синельниківський район, Слов'янська сільська громада, неподалік с. Андронівка        | Збитий у повітрі | Герой України · Орден Богдана Хмельницького I ступеня (Україна) · Орден Богдана Хмельницького II ступеня (Україна) · Орден Богдана Хмельницького III ступеня (Україна) |
| 52                                      | Листопад Антон Валентинович                       | 30 років | Майор               | Пілот            | 204 БрТА             | МіГ-29             | Білий 43  |                                                                                     | 8 серпня 2022       | Харківська область                                                                                             | Збитий під час виконання завдання | Орден «За мужність» ІІІ ступеня · Медаль «За військову службу Україні» |
| 53                                      | Бабич Павло Петрович                              | 36 років | Підполковник        | Пілот            | 39 БрТА              | Су-27С             | Синій 26  | 36 років                                                                            | 21 серпня 2022      | Харківська область                                                                                             | Загинув під час виконання завдання | |
| 54                                      | Благовісний Вадим Андрійович                      | 26 років | Майор               | Пілот            | 299 БрТА             | Су-25М1            | Синій 46  |                                                                                     | 7 вересня 2022      | Миколаївська область, Миколаївський район, Сухоєланецька сільська громада, неподалік с. Суворовка              | Загинув під час виконання завдання | Герой України · Орден Богдана Хмельницького II ступеня (Україна) · Орден Богдана Хмельницького III ступеня (Україна) |
| 55                                      | Редькін Тарас Вікторович «Тарасик»                | 25 років | Майор               | Пілот            | 204 БрТА             | МіГ-29             | Синій 28  | 25 років                                                                            | 25 вересня 2022     | Миколаївська область, Баштанський район, Березнегуватська селищна громада, неподалік с. Калуга                 | [ 140 ] [ 141 ] [ 142 ] [ 4 ] | Орден Богдана Хмельницького III ступеня (Україна) · Медаль «За військову службу Україні» |
| 56                                      | Соловйов Євген Володимирович                      |          | Підполковник        | Пілот            | 7 БрТА               | Су-24М             | Білий 28  |                                                                                     | 29 вересня 2022     | Миколаївська область, Миколаївський район, Первомайська селищна громада, неподалік с. Максимівка               | Катапультувалися | Орден «За мужність» ІІІ ступеня · Хрест бойових заслуг |
| 56                                      | Ханко Артем Олександрович                         |          | Капітан             | Штурман          | 7 БрТА               | Су-24М             | Білий 28  | Орден «За мужність» ІІІ ступеня · Хрест бойових заслуг                              | 29 вересня 2022     | Миколаївська область, Миколаївський район, Первомайська селищна громада, неподалік с. Максимівка               | Катапультувалися | |
| 57                                      | Шупік Олег Васильович                             | 56 років | Полковник           | Пілот            | 39 БрТА              | Су-27П1М           | Синій 58  | 32 роки                                                                             | 10 жовтня 2022      | Полтавська область, Миргородський район, Шишацька селищна громада, неподалік с-ща Шишаки                       | [ 146 ] [ 147 ] [ 148 ] [ 149 ] | Орден «За мужність» ІІІ ступеня |
| 58                                      | Бортник Дмитро Валерійович                        | 30 років | Майор               | Пілот            | 7 БрТА               | Су-24МР            | Жовтий 59 |                                                                                     | 12 жовтня 2022      | Полтавська область, Миргородський район, Шишацька селищна громада, неподалік с. Жоржівка                       | Збитий ракетою, штурман вижив | Орден Богдана Хмельницького III ступеня (Україна) · Орден «За мужність» ІІІ ступеня |
| 58                                      | Н/Д                                               |          | Н/Д                 | Штурман          | 7 БрТА               | Су-24МР            | Жовтий 59 |                                                                                     | 12 жовтня 2022      | Полтавська область, Миргородський район, Шишацька селищна громада, неподалік с. Жоржівка                       | Збитий ракетою, штурман вижив | |
| 59                                      | Ворошилов Вадим Олександрович                     | 28 років | Майор               | Пілот            | 204 БрТА             | МіГ-29             | Синій 33  |                                                                                     | 12 жовтня 2022      | Вінницька область, Вінницький район, Турбівська селищна громада, неподалік с-ща Турбів                         | Катапультувався | Герой України · Орден «За мужність» ІІІ ступеня |
| 2023 рік                                |                                                   |          |                     |                  |                      |                    |           |                                                                                     |                     | | | |
| 60                                      | Н/Д                                               |          | Н/Д                 | Пілот            | Н/Д                  | МіГ-29             | Н/Д       |                                                                                     | 7 січня 2023        | Донецька область, Покровський район, Курахівська міська громада, неподалік с-ща Острівське                     | [ 155 ] | |
| 61                                      | Мурашко Данило Геннадійович                       | 24 роки  | Капітан             | Пілот            | 299 БрТА             | Су-25              | Н/Д       |                                                                                     | 27 січня 2023       | Донецька область, Краматорський район, Краматорська міська громада, неподалік с-ща Шабельківка                 | [ 156 ] [ 157 ] | Герой України |
| 62                                      | Шкаревський Дмитро Андрійович                     |          | Капітан             | Пілот            | 114 БрТА             | МіГ-29             | Н/Д       |                                                                                     | 10 лютого 2023      | Вінницька область, Тульчинський район, Піщанська селищна громада, неподалік с-ща Піщанка                       | Збитий під час перехоплення баражуючих боєприпасів Shahed 131/136. Катапультувався, але отримав поранення та був госпіталізований | |
| 63                                      | Волинець Віктор Петрович                          | 55 років | Полковник           | Пілот            | 7 БрТА               | Су-24М             | Білий 66  |                                                                                     | 1 березня 2023      | Донецька область, Краматорський район, Дружківська міська громада, неподалік м. Дружківка                      | [ 160 ] [ 161 ] | |
| 63                                      | Соломенніков Ігор Андрійович                      | 22 роки  | Капітан             | Штурман          | 7 БрТА               | Су-24М             | Білий 66  |                                                                                     | 1 березня 2023      | Донецька область, Краматорський район, Дружківська міська громада, неподалік м. Дружківка                      | [ 160 ] [ 161 ] | |
| 64                                      | Кирилюк Денис Миколайович                         | 32 роки  | Підполковник        | Пілот            | 831 БрТА             | Су-27С             | Синій 30  | 36 років                                                                            | 28 березня 2023     | Чернігівська область, Прилуцький район, Малодівицька селищна громада, неподалік с. Товкачівка                  | [ 162 ] [ 163 ] [ 164 ] | Герой України |
| 65                                      | Савєльєв Владислав Михайлович                     | 26 років | Майор               | Пілот            | 114 БрТА             | МіГ-29МУ2          | Білий 12  |                                                                                     | 2 червня 2023       | Донецька область, Покровський район, Покровська міська громада, неподалік м. Покровськ                         | [ 165 ] [ 166 ] | |
| 66                                      | Мінка В'ячеслав Миколайович                       | 63 роки  | Підполковник        | Пілот            | 40 БрТА              | Л-39М1             | Синій 102 |                                                                                     | 25 серпня 2023      | Житомирська область, Житомирський район, Новогуйвинська селищна громада, с. Сінгури                            | Зіткнення літаків L-39 під час навчально-бойового польоту | |
| 66                                      | Проказін Сергій Леонідович                        | 47 років | Майор               | Пілот            | 40 БрТА              | Л-39М1             | Синій 102 |                                                                                     | 25 серпня 2023      | Житомирська область, Житомирський район, Новогуйвинська селищна громада, с. Сінгури                            | Зіткнення літаків L-39 під час навчально-бойового польоту | |
| 67                                      | Пільщиков Андрій Борисович «Джус»                 | 30 років | Капітан             | Пілот            | 40 БрТА              | Л-39М1             | Синій 107 |                                                                                     | 25 серпня 2023      | Житомирська область, Житомирський район, Новогуйвинська селищна громада, с. Сінгури                            | Зіткнення літаків L-39 під час навчально-бойового польоту | |
| 68                                      | Романенко Станіслав Юрійович                      | 50 років | Майор               | Пілот            | 39 БрТА              | Су-27С1М           | Синій 24  | 36 років                                                                            | 22 грудня 2023      | Житомирська область, Житомирський район, смт Озерне (аеродром)                                                 | [ 170 ] | |
| 2024 рік                                |                                                   |          |                     |                  |                      |                    |           |                                                                                     |                     | | | |
| 69                                      | Залістовський Владислав Павлович                  | 23 роки  | Капітан             | Пілот            | 114 БрТА             | МіГ-29             | Н/Д       |                                                                                     | 5 січня 2024        | | [ 171 ] [ 172 ] | Орден Богдана Хмельницького III ступеня (Україна) |
| 70                                      | Риков Владислав Миколайович                       | 30 років | Підполковник        | Пілот            | 299 БрТА             | Су-25              | Н/Д       |                                                                                     | 7 лютого 2024       | Донецька область, Волноваський район, Ольгинська селищна громада, неподалік с-ща Новотроїцьке                  | [ 173 ] [ 45 ] [ 174 ] [ 175 ] [ 129 ] [ 176 ] [ 177 ] [ 178 ] | Герой України · Орден Богдана Хмельницького I ступеня (Україна) · Орден Богдана Хмельницького II ступеня (Україна) · Орден Богдана Хмельницького III ступеня (Україна) · Орден «За мужність» І ступеня · Орден «За мужність» ІІ ступеня · Орден «За мужність» ІІІ ступеня |
| 71                                      | Ткаченко Андрій Юрійович                          | 33 роки  | Майор               | Пілот            | 114 БрТА             | МіГ-29             | Н/Д       |                                                                                     | 8 березня 2024      | Донецька область, Покровський район, Покровська міська громада, неподалік с-ща Шевченко                        | [ 179 ] [ 180 ] | Орден Богдана Хмельницького III ступеня (Україна) · Медаль «За військову службу Україні» |
| 72                                      | Коренчук Валентин Іванович                        | 47 років | Підполковник        | Пілот            | 40 БрТА              | МіГ-29А            | 371       |                                                                                     | 27 квітня 2024      | | [ 181 ] [ 45 ] [ 182 ] | Орден «За мужність» ІІІ ступеня |
| 73                                      | Василюк Денис Олександрович                       | 31 рік   | Підполковник        | Пілот            | 831 БрТА             | Су-27ПУ2М          | Синій 73  |                                                                                     | 17 травня 2024      | Харківська область, Чугуївський район, Старосалтівська селищна громада, неподалік с. Металівка                 | [ 183 ] [ 133 ] [ 184 ] [ 185 ] [ 186 ] [ 187 ] [ 188 ] | Герой України · Орден «За мужність» І ступеня · Орден «За мужність» ІІ ступеня · Орден «За мужність» ІІІ ступеня · Медаль «За військову службу Україні» |
| 74                                      | Мигуля Олександр Володимирович                    | 27 років | Капітан             | Пілот            | 40 БрТА              | МіГ-29             | Білий 72  |                                                                                     | 12 серпня 2024      | Донецька область, Краматорський район, Іллінівська сільська громада, неподалік с-ща Розкішне                   | [ 189 ] [ 34 ] [ 190 ] | Орден «За мужність» ІІ ступеня · Орден «За мужність» ІІІ ступеня |
| 75                                      | Плігузов Сергій Вадимович                         | 49 років | Майор               | Пілот            | 7 БрТА               | Л-39               |           |                                                                                     | 22 серпня 2024      | Хмельницька область, Хмельницький район                                                                        | [ 191 ] | |
| 76                                      | Месь Олексій Сергійович                           | 30 років | Підполковник        | Пілот            | 204 БрТА             | F-16A Block 20 MLU | Н/Д       | 42 роки                                                                             | 26 серпня 2024      | Рівненська область                                                                                             | [ 192 ] [ 193 ] | Медаль «За військову службу Україні» |

- Марченко Олександр Олександрович (4 травня 1979 – 24 лютого 2022)[194]
- Місляк Вадим Юрійович[194]
- Слободяник Юрій Михайлович ( 1990 – 24 лютого 2022 Озерне (аеродром), старший лейтенант, 39 БрТА)[194]
- Ратушняк Микола Олегович[194]
- Мітнічук Олександр Вікторович (17 червня 1973 – 24 лютого 2022 Озерне (аеродром), капітан, 39 БрТА)[194]
- Циганов Андрій Юрійович (8 грудня 1979 – 26 лютого 2022)[194]
- Коваль Віктор Васильович (29 березня 1979 – 24 лютого 2022)
- Чаюн Ігор Олександрович (24.02.2022)
- Грицюк Дмитрій Сергійович (24.02.2022)
- Карпюк Дмитро Михайлович (25 квітня 1988 – 30 листопада 2022, старший лейтенант, 299 БрТА)
- Губар Максим Миколайович (25 червня 1994 – 4 грудня 2022, старший лейтенант)
- Макуха Олександр Анатолійович (9 серпня 1981 – 19 квітня 2023 ймовірно природна смерть, капітан 831 БрТА)
- Бобик Олександр Олегович ( 1997 – 25 вересня 2023 під час російської атаки на Кульбакине, старший авіаційний технік 204 БрТА)
- Бенера Іван Іванович
- Ліщинський Максим Ярославович (17 листопада 1988 – 18 серпня 2022)
- Якуша Олександр Олександрович
- Шимон Михайло Михайлович (27.02.2022)

## Транспортна авіація
| №                                       | Прізвище, ім'я та по батькові     | Вік      | Військове звання  | Військова посада                                                   | Військове формування | Модель літака | Модекс    | Дата авіакатастрофи | Місце авіакатастрофи                                                                             | Обставини | Нагорода      |
| --------------------------------------- | --------------------------------- | -------- | ----------------- | ------------------------------------------------------------------ | -------------------- | ------------- | --------- | ------------------- | ------------------------------------------------------------------------------------------------ | --- | ------------- |
| 1                                       | Могилко Костянтин Вікторович      | 36 років | Підполковник      | Командир ескадрильї «Блакитна стежа»                               | 15 БрТрА             | Ан-30Б        | Жовтий 80 | 6 червня 2014       | Донецька область, Слов'янський район, неподалік с. Пришиб                                        | Збитий під час повітряної розвідки Слов'янська на висоті 4050 м з ПЗРК. Удар ракети прийшовся в правий двигун, літак різко втратив висоту та руйнувався під час падіння. Скерований за межі міста та впав під кутом 80 градусів. З 8 членів екіпажу троє врятувались, зістрибнувши з парашутом (Ніколаєв Сергій Миколайович, Полажинець Василь Васильович та Крамарев Кирило) | Герой України |
| 1                                       | Камінський Сергій Васильович      | 39 років | Підполковник      | Заступник командира з виховної роботи                              | 15 БрТрА             | Ан-30Б        | Жовтий 80 | 6 червня 2014       | Донецька область, Слов'янський район, неподалік с. Пришиб                                        | Збитий під час повітряної розвідки Слов'янська на висоті 4050 м з ПЗРК. Удар ракети прийшовся в правий двигун, літак різко втратив висоту та руйнувався під час падіння. Скерований за межі міста та впав під кутом 80 градусів. З 8 членів екіпажу троє врятувались, зістрибнувши з парашутом (Ніколаєв Сергій Миколайович, Полажинець Василь Васильович та Крамарев Кирило) |               |
| 1                                       | Дришлюк Павло В'ячеславович       | 41 рік   | Майор             | Борттехнік                                                         | 15 БрТрА             | Ан-30Б        | Жовтий 80 | 6 червня 2014       | Донецька область, Слов'янський район, неподалік с. Пришиб                                        | Збитий під час повітряної розвідки Слов'янська на висоті 4050 м з ПЗРК. Удар ракети прийшовся в правий двигун, літак різко втратив висоту та руйнувався під час падіння. Скерований за межі міста та впав під кутом 80 градусів. З 8 членів екіпажу троє врятувались, зістрибнувши з парашутом (Ніколаєв Сергій Миколайович, Полажинець Василь Васильович та Крамарев Кирило) |               |
| 1                                       | Потапенко Олексій Володимирович   | 36 років | Прапорщик         | Бортмеханік                                                        | 15 БрТрА             | Ан-30Б        | Жовтий 80 | 6 червня 2014       | Донецька область, Слов'янський район, неподалік с. Пришиб                                        | Збитий під час повітряної розвідки Слов'янська на висоті 4050 м з ПЗРК. Удар ракети прийшовся в правий двигун, літак різко втратив висоту та руйнувався під час падіння. Скерований за межі міста та впав під кутом 80 градусів. З 8 членів екіпажу троє врятувались, зістрибнувши з парашутом (Ніколаєв Сергій Миколайович, Полажинець Василь Васильович та Крамарев Кирило) |               |
| 1                                       | Момот Володимир Миколайович       | 39 років | Прапорщик         | Радист                                                             | 15 БрТрА             | Ан-30Б        | Жовтий 80 | 6 червня 2014       | Донецька область, Слов'янський район, неподалік с. Пришиб                                        | Збитий під час повітряної розвідки Слов'янська на висоті 4050 м з ПЗРК. Удар ракети прийшовся в правий двигун, літак різко втратив висоту та руйнувався під час падіння. Скерований за межі міста та впав під кутом 80 градусів. З 8 членів екіпажу троє врятувались, зістрибнувши з парашутом (Ніколаєв Сергій Миколайович, Полажинець Василь Васильович та Крамарев Кирило) |               |
| 2                                       | Бєлий Олександр Іванович          | 38 років | Підполковник      | Командир екіпажу                                                   | 25 БрТрА             | Іл-76МД       | 76777     | 14 червня 2014      | Луганська область, Лутугинський район, неподалік Міжнародного аеропорту «Луганськ»               | Збитий терористичною організацією ПВК «Вагнер» під час заходу на посадку в аеропорту м. Луганськ. Другий в конвої з трьох військово-транспортних літаків Іл-76, що вилетіли з авіабази у Мелітополі. Перевозив 40 бійців 25 ОПДБр для ротації, 3 машини БМД, боєкомплект та продовольство. Усі 49 військових, які перебували на борту збитого літака, загинули. Неподалік від місця авіакатастрофи знайдені три пускові труби 9П39-1 від ПЗРК 9К38 «Ігла» та порожні банки з-під консервів, випущених ЗАТ «Орелпродукт» у місті Мценськ (Росія) |               |
| 2                                       | Д'яков Михайло Олегович           | 45 років | Майор             | Начальник повітряно-вогневої і тактичної підготовки                | 25 БрТрА             | Іл-76МД       | 76777     | 14 червня 2014      | Луганська область, Лутугинський район, неподалік Міжнародного аеропорту «Луганськ»               | Збитий терористичною організацією ПВК «Вагнер» під час заходу на посадку в аеропорту м. Луганськ. Другий в конвої з трьох військово-транспортних літаків Іл-76, що вилетіли з авіабази у Мелітополі. Перевозив 40 бійців 25 ОПДБр для ротації, 3 машини БМД, боєкомплект та продовольство. Усі 49 військових, які перебували на борту збитого літака, загинули. Неподалік від місця авіакатастрофи знайдені три пускові труби 9П39-1 від ПЗРК 9К38 «Ігла» та порожні банки з-під консервів, випущених ЗАТ «Орелпродукт» у місті Мценськ (Росія) |               |
| 2                                       | Скочков Ігор Іванович             | 37 років | Капітан           | Штурман                                                            | 25 БрТрА             | Іл-76МД       | 76777     | 14 червня 2014      | Луганська область, Лутугинський район, неподалік Міжнародного аеропорту «Луганськ»               | Збитий терористичною організацією ПВК «Вагнер» під час заходу на посадку в аеропорту м. Луганськ. Другий в конвої з трьох військово-транспортних літаків Іл-76, що вилетіли з авіабази у Мелітополі. Перевозив 40 бійців 25 ОПДБр для ротації, 3 машини БМД, боєкомплект та продовольство. Усі 49 військових, які перебували на борту збитого літака, загинули. Неподалік від місця авіакатастрофи знайдені три пускові труби 9П39-1 від ПЗРК 9К38 «Ігла» та порожні банки з-під консервів, випущених ЗАТ «Орелпродукт» у місті Мценськ (Росія) |               |
| 2                                       | Тєлєгін Сергій Анатолійович       | 38 років | Капітан           | Начальник технічно-експлуатаційної частини                         | 25 БрТрА             | Іл-76МД       | 76777     | 14 червня 2014      | Луганська область, Лутугинський район, неподалік Міжнародного аеропорту «Луганськ»               | Збитий терористичною організацією ПВК «Вагнер» під час заходу на посадку в аеропорту м. Луганськ. Другий в конвої з трьох військово-транспортних літаків Іл-76, що вилетіли з авіабази у Мелітополі. Перевозив 40 бійців 25 ОПДБр для ротації, 3 машини БМД, боєкомплект та продовольство. Усі 49 військових, які перебували на борту збитого літака, загинули. Неподалік від місця авіакатастрофи знайдені три пускові труби 9П39-1 від ПЗРК 9К38 «Ігла» та порожні банки з-під консервів, випущених ЗАТ «Орелпродукт» у місті Мценськ (Росія) |               |
| 2                                       | Козолій Олександр Володимирович   | 30 років | Старший лейтенант | Старший борттехнік                                                 | 25 БрТрА             | Іл-76МД       | 76777     | 14 червня 2014      | Луганська область, Лутугинський район, неподалік Міжнародного аеропорту «Луганськ»               | Збитий терористичною організацією ПВК «Вагнер» під час заходу на посадку в аеропорту м. Луганськ. Другий в конвої з трьох військово-транспортних літаків Іл-76, що вилетіли з авіабази у Мелітополі. Перевозив 40 бійців 25 ОПДБр для ротації, 3 машини БМД, боєкомплект та продовольство. Усі 49 військових, які перебували на борту збитого літака, загинули. Неподалік від місця авіакатастрофи знайдені три пускові труби 9П39-1 від ПЗРК 9К38 «Ігла» та порожні банки з-під консервів, випущених ЗАТ «Орелпродукт» у місті Мценськ (Росія) |               |
| 2                                       | Буркавцов Володимир Володимирович | 38 років | Старший лейтенант | Борттехнік                                                         | 25 БрТрА             | Іл-76МД       | 76777     | 14 червня 2014      | Луганська область, Лутугинський район, неподалік Міжнародного аеропорту «Луганськ»               | Збитий терористичною організацією ПВК «Вагнер» під час заходу на посадку в аеропорту м. Луганськ. Другий в конвої з трьох військово-транспортних літаків Іл-76, що вилетіли з авіабази у Мелітополі. Перевозив 40 бійців 25 ОПДБр для ротації, 3 машини БМД, боєкомплект та продовольство. Усі 49 військових, які перебували на борту збитого літака, загинули. Неподалік від місця авіакатастрофи знайдені три пускові труби 9П39-1 від ПЗРК 9К38 «Ігла» та порожні банки з-під консервів, випущених ЗАТ «Орелпродукт» у місті Мценськ (Росія) |               |
| 2                                       | Павленко Олег Анатолійович        | 42 роки  | Старший лейтенант | Старший технік обслуги обслуговування радіоелектронного обладнання | 25 БрТрА             | Іл-76МД       | 76777     | 14 червня 2014      | Луганська область, Лутугинський район, неподалік Міжнародного аеропорту «Луганськ»               | Збитий терористичною організацією ПВК «Вагнер» під час заходу на посадку в аеропорту м. Луганськ. Другий в конвої з трьох військово-транспортних літаків Іл-76, що вилетіли з авіабази у Мелітополі. Перевозив 40 бійців 25 ОПДБр для ротації, 3 машини БМД, боєкомплект та продовольство. Усі 49 військових, які перебували на борту збитого літака, загинули. Неподалік від місця авіакатастрофи знайдені три пускові труби 9П39-1 від ПЗРК 9К38 «Ігла» та порожні банки з-під консервів, випущених ЗАТ «Орелпродукт» у місті Мценськ (Росія) |               |
| 2                                       | Ментус Віктор Володимирович       | 32 роки  | Прапорщик         | Радист                                                             | 25 БрТрА             | Іл-76МД       | 76777     | 14 червня 2014      | Луганська область, Лутугинський район, неподалік Міжнародного аеропорту «Луганськ»               | Збитий терористичною організацією ПВК «Вагнер» під час заходу на посадку в аеропорту м. Луганськ. Другий в конвої з трьох військово-транспортних літаків Іл-76, що вилетіли з авіабази у Мелітополі. Перевозив 40 бійців 25 ОПДБр для ротації, 3 машини БМД, боєкомплект та продовольство. Усі 49 військових, які перебували на борту збитого літака, загинули. Неподалік від місця авіакатастрофи знайдені три пускові труби 9П39-1 від ПЗРК 9К38 «Ігла» та порожні банки з-під консервів, випущених ЗАТ «Орелпродукт» у місті Мценськ (Росія) |               |
| 2                                       | Ковалік Олександр Сергійович      | 41 рік   | Прапорщик         | Старший повітряний стрілець                                        | 25 БрТрА             | Іл-76МД       | 76777     | 14 червня 2014      | Луганська область, Лутугинський район, неподалік Міжнародного аеропорту «Луганськ»               | Збитий терористичною організацією ПВК «Вагнер» під час заходу на посадку в аеропорту м. Луганськ. Другий в конвої з трьох військово-транспортних літаків Іл-76, що вилетіли з авіабази у Мелітополі. Перевозив 40 бійців 25 ОПДБр для ротації, 3 машини БМД, боєкомплект та продовольство. Усі 49 військових, які перебували на борту збитого літака, загинули. Неподалік від місця авіакатастрофи знайдені три пускові труби 9П39-1 від ПЗРК 9К38 «Ігла» та порожні банки з-під консервів, випущених ЗАТ «Орелпродукт» у місті Мценськ (Росія) |               |
| 3                                       | Майборода Дмитро Олександрович    | 34 роки  | Підполковник      | Командир екіпажу                                                   | 456 БрТрА            | Ан-26         | Синій 19  | 14 липня 2014       | Луганська область, Краснодонський район, с. Давидо-Микільське                                    | Літак атакували за близько 5 км від російського кордону на висоті 6500 метрів під час десантування парашутним способом води й харчів в підрозділи Сухопутних військ, які були відрізані від основних сил та перебували в оточенні в прикордонних з Росією територіях. З 7 членів екіпажу (Олесюк Сергій Леонідович та ін.) та 1 супроводжуючого вантажу (Мордвінов Сергій Леонідович, перебував у полоні до 02.09.2014) шестеро залишити літак.                                                                                                 | Герой України |
| 3                                       | Шкарбун Дмитро Павлович           | 36 років | Підполковник      | Заступник командира з виховної роботи                              | 456 БрТрА            | Ан-26         | Синій 19  | 14 липня 2014       | Луганська область, Краснодонський район, с. Давидо-Микільське                                    | Літак атакували за близько 5 км від російського кордону на висоті 6500 метрів під час десантування парашутним способом води й харчів в підрозділи Сухопутних військ, які були відрізані від основних сил та перебували в оточенні в прикордонних з Росією територіях. З 7 членів екіпажу (Олесюк Сергій Леонідович та ін.) та 1 супроводжуючого вантажу (Мордвінов Сергій Леонідович, перебував у полоні до 02.09.2014) шестеро залишити літак.                                                                                                 |               |
| 4                                       | Кишеня Богдан В'ячеславович       | 30 років | Майор             | Командир екіпажу                                                   | 203 НАБр             | Ан-26Ш        | Жовтий 76 | 25 вересня 2020     | Харківська область, Чугуївський район, Чугуївська міська громада, неподалік м. Чугуїв (авіабаза) | Розбився у процесі виконання планового навчально-тренувального польоту під час заходу на посадку. З 7 членів екіпажу та 20 курсантів Харківського національного університету Повітряних сил імені Івана Кожедуба вижив лише Золочевський В'ячеслав Віталійович. Його накрило уламком фюзеляжу, який захистив від вогню, що спалахнув після зіткнення літака із землею. |               |
| 4                                       | Остапенко Олексій Георгійович     | 28 років | Капітан           | Штурман                                                            | 203 НАБр             | Ан-26Ш        | Жовтий 76 | 25 вересня 2020     | Харківська область, Чугуївський район, Чугуївська міська громада, неподалік м. Чугуїв (авіабаза) | Розбився у процесі виконання планового навчально-тренувального польоту під час заходу на посадку. З 7 членів екіпажу та 20 курсантів Харківського національного університету Повітряних сил імені Івана Кожедуба вижив лише Золочевський В'ячеслав Віталійович. Його накрило уламком фюзеляжу, який захистив від вогню, що спалахнув після зіткнення літака із землею. |               |
| 4                                       | Добреля Дмитро Денисович          | 28 років | Капітан           | Другий штурман                                                     | 203 НАБр             | Ан-26Ш        | Жовтий 76 | 25 вересня 2020     | Харківська область, Чугуївський район, Чугуївська міська громада, неподалік м. Чугуїв (авіабаза) | Розбився у процесі виконання планового навчально-тренувального польоту під час заходу на посадку. З 7 членів екіпажу та 20 курсантів Харківського національного університету Повітряних сил імені Івана Кожедуба вижив лише Золочевський В'ячеслав Віталійович. Його накрило уламком фюзеляжу, який захистив від вогню, що спалахнув після зіткнення літака із землею. |               |
| 4                                       | Мсуя Ашраф Азізович               | 29 років | Старший лейтенант | Штурман                                                            | 203 НАБр             | Ан-26Ш        | Жовтий 76 | 25 вересня 2020     | Харківська область, Чугуївський район, Чугуївська міська громада, неподалік м. Чугуїв (авіабаза) | Розбився у процесі виконання планового навчально-тренувального польоту під час заходу на посадку. З 7 членів екіпажу та 20 курсантів Харківського національного університету Повітряних сил імені Івана Кожедуба вижив лише Золочевський В'ячеслав Віталійович. Його накрило уламком фюзеляжу, який захистив від вогню, що спалахнув після зіткнення літака із землею. |               |
| 4                                       | Козаченко Олег Михайлович         | 40 років | Старший лейтенант | Борттехнік                                                         | 203 НАБр             | Ан-26Ш        | Жовтий 76 | 25 вересня 2020     | Харківська область, Чугуївський район, Чугуївська міська громада, неподалік м. Чугуїв (авіабаза) | Розбився у процесі виконання планового навчально-тренувального польоту під час заходу на посадку. З 7 членів екіпажу та 20 курсантів Харківського національного університету Повітряних сил імені Івана Кожедуба вижив лише Золочевський В'ячеслав Віталійович. Його накрило уламком фюзеляжу, який захистив від вогню, що спалахнув після зіткнення літака із землею. |               |
| 4                                       | Широчук Олег Миколайович          | 40 років | Прапорщик         | Бортмеханік                                                        | 203 НАБр             | Ан-26Ш        | Жовтий 76 | 25 вересня 2020     | Харківська область, Чугуївський район, Чугуївська міська громада, неподалік м. Чугуїв (авіабаза) | Розбився у процесі виконання планового навчально-тренувального польоту під час заходу на посадку. З 7 членів екіпажу та 20 курсантів Харківського національного університету Повітряних сил імені Івана Кожедуба вижив лише Золочевський В'ячеслав Віталійович. Його накрило уламком фюзеляжу, який захистив від вогню, що спалахнув після зіткнення літака із землею. |               |
| 4                                       | Іванов Євген Сергійович           | 42 роки  | Прапорщик         | Радист                                                             | 203 НАБр             | Ан-26Ш        | Жовтий 76 | 25 вересня 2020     | Харківська область, Чугуївський район, Чугуївська міська громада, неподалік м. Чугуїв (авіабаза) | Розбився у процесі виконання планового навчально-тренувального польоту під час заходу на посадку. З 7 членів екіпажу та 20 курсантів Харківського національного університету Повітряних сил імені Івана Кожедуба вижив лише Золочевський В'ячеслав Віталійович. Його накрило уламком фюзеляжу, який захистив від вогню, що спалахнув після зіткнення літака із землею. |               |
| Російське вторгнення в Україну (з 2022) |                                   |          |                   |                                                                    |                      |               |           |                     |                                                                                                  | |               |
| 5                                       | Шоломій Іван Іванович             | 55 років | Полковник         | Другий пілот                                                       | 456 БрТрА            | Мі-2МСБ       | 02        | 8 серпня 2022       | Вінницька область, Вінницький район                                                              | [ 201 ] [ 202 ] |               |
| 5                                       | Луков Денис Сергійович            | 22 роки  | Старший лейтенант | Штурман                                                            | 456 БрТрА            | Мі-2МСБ       | 02        | 8 серпня 2022       | Вінницька область, Вінницький район                                                              | [ 201 ] [ 202 ] |               |
| 5                                       | Погорілий Юрій Вікторович         | 46 років | Полковник         |                                                                    | 456 БрТрА            | Мі-2МСБ       | 02        | 8 серпня 2022       | Вінницька область, Вінницький район                                                              | [ 201 ] [ 202 ] |               |
| 5                                       | Миргородський Олексій Вікторович  | 36 років | Підполковник      |                                                                    | 456 БрТрА            | Мі-2МСБ       | 02        | 8 серпня 2022       | Вінницька область, Вінницький район                                                              | [ 201 ] [ 202 ] |               |
| 5                                       | Кравець Вадим Миколайович         |          | Майор             |                                                                    | 456 БрТрА            | Мі-2МСБ       | 02        | 8 серпня 2022       | Вінницька область, Вінницький район                                                              | [ 201 ] [ 202 ] |               |

- Хомік Сергій Ярославович (11.11.2022)
- Голда Віталій Дмитрович (авіакатастрофа 11.11.2022, помер 17.11.2022 у лікарні Дніпра)[203]
- Биченко Олексій Олексійович (катапультувався 02.07.2019)

## Армійська авіація
| №                                       | Прізвище, ім'я та по батькові      | Вік      | Військове звання  | Військова посада | Військове формування | Модель літака | Дата авіакатастрофи | Місце авіакатастрофи                                                                                         | Обставини | Нагорода |
| --------------------------------------- | ---------------------------------- | -------- | ----------------- | ---------------- | -------------------- | ------------- | ------------------- | --- | --- | --- |
| 1                                       | Руденко Сергій Сергійович          | 35 років | Підполковник      | Командир екіпажу | 16 ОБрАА             | Мі-24П        | 2 травня 2014       | Донецька область, Слов'янський район, неподалік с. Карпівка                                                  | Краснокутський перебував у полоні до 05.05.2014 | |
| 1                                       | Краснокутський Євген Олексійович   | 36 років | Майор             | Другий пілот     | 16 ОБрАА             | Мі-24П        | 2 травня 2014       | Донецька область, Слов'янський район, неподалік с. Карпівка                                                  | Краснокутський перебував у полоні до 05.05.2014 | |
| 1                                       | Грішин Ігор Іванович               | 39 років | Капітан           | Бортінженер      | 16 ОБрАА             | Мі-24П        | 2 травня 2014       | Донецька область, Слов'янський район, неподалік с. Карпівка                                                  | Краснокутський перебував у полоні до 05.05.2014 | |
| 2                                       | Плоходько Руслан Володимирович     | 39 років | Підполковник      | Командир екіпажу | 16 ОБрАА             | Мі-24П        | 2 травня 2014       | Донецька область, Слов'янський район, неподалік с. Карпівка                                                  | [ 205 ] | |
| 2                                       | Сабада Олександр Борисович         | 34 роки  | Підполковник      | Другий пілот     | 16 ОБрАА             | Мі-24П        | 2 травня 2014       | Донецька область, Слов'янський район, неподалік с. Карпівка                                                  | [ 205 ] | |
| 2                                       | Топчій Микола Миколайович          | 40 років | Майор             | Бортінженер      | 16 ОБрАА             | Мі-24П        | 2 травня 2014       | Донецька область, Слов'янський район, неподалік с. Карпівка                                                  | [ 205 ] | |
| 3                                       | Цигульський Валентин Володимирович | 36 років | Підполковник      | Командир екіпажу | 16 ОБрАА             | Мі-24ВП       | 4 червня 2014       | Донецька область, Слов'янський район, неподалік м. Слов'янськ                                                | Обстріляний російськими найманцями із ПЗРК та великокаліберних кулеметів, здійснив вимушену посадку (або ж впав) та спалахнув. Екіпаж залишив гелікоптер | |
| 3                                       | Тітаренко Сергій Валерійович       | 29 років | Майор             | Штурман          | 16 ОБрАА             | Мі-24ВП       | 4 червня 2014       | Донецька область, Слов'янський район, неподалік м. Слов'янськ                                                | Обстріляний російськими найманцями із ПЗРК та великокаліберних кулеметів, здійснив вимушену посадку (або ж впав) та спалахнув. Екіпаж залишив гелікоптер | |
| 3                                       | Бєлкін Андрій Володимирович        | 36 років | Підполковник      | Командир екіпажу | 16 ОБрАА             | Мі-8МТ        | 24 червня 2014      | Донецька область, Слов'янський район, неподалік с. Красноармійське                                           | [ 207 ] | |
| 3                                       | Шингур Дмитро Васильович           | 32 роки  | Майор             | Штурман          | 16 ОБрАА             | Мі-8МТ        | 24 червня 2014      | Донецька область, Слов'янський район, неподалік с. Красноармійське                                           | [ 207 ] | |
| 3                                       | Мазунов Руслан Олександрович       | 35 років | Майор             | Бортінженер      | 16 ОБрАА             | Мі-8МТ        | 24 червня 2014      | Донецька область, Слов'янський район, неподалік с. Красноармійське                                           | [ 207 ] | |
| 4                                       | Бірюк Олег Миколайович             | 38 років | Підполковник      | Командир екіпажу | 7 ОПАА               | Мі-24П        | 20 серпня 2014      | Луганська область, Лутугинський район, неподалік смт Георгіївка                                              | [ 208 ] | |
| 4                                       | Родіонов Антон Олександрович       | 27 років | Капітан           | Штурман          | 7 ОПАА               | Мі-24П        | 20 серпня 2014      | Луганська область, Лутугинський район, неподалік смт Георгіївка                                              | [ 208 ] | |
| 5                                       | Н/Д                                |          | Н/Д               | Командир екіпажу | 7 ОПАА               | Мі-24ВП       | 24 березня 2015     | Київська область, Васильківський район, між с. Вінницькі Стави та смт Гребінки                               | [ 209 ] | |
| 5                                       | Руденко Сергій Миколайович         | 22 роки  | Лейтенант         | Штурман          | 7 ОПАА               | Мі-24ВП       | 24 березня 2015     | Київська область, Васильківський район, між с. Вінницькі Стави та смт Гребінки                               | [ 209 ] | |
| 6                                       | Волошин Євген Петрович             | 38 років | Підполковник      | Командир екіпажу | 18 ОБрАА             | Мі-2          | 26 березня 2017     | Донецька область, Краматорський район, Миколаївська міська громада, неподалік с. Малинівка                   | Зіткнення з повітряною лінією електропередачі | |
| 6                                       | Мовчан Дмитро Васильович           | 39 років | Капітан           | Другий пілот     | 18 ОБрАА             | Мі-2          | 26 березня 2017     | Донецька область, Краматорський район, Миколаївська міська громада, неподалік с. Малинівка                   | Зіткнення з повітряною лінією електропередачі | |
| 6                                       | Кандул Роман Григорович            | 33 роки  | Старший лейтенант | Бортінженер      | 18 ОБрАА             | Мі-2          | 26 березня 2017     | Донецька область, Краматорський район, Миколаївська міська громада, неподалік с. Малинівка                   | Зіткнення з повітряною лінією електропередачі | |
| Російське вторгнення в Україну (з 2022) |                                    |          |                   |                  |                      |               |                     | | | |
| 7                                       | Григор'єв Олександр Олександрович  | 38 років | Полковник         | Командир екіпажу | 16 ОБрАА             | Мі-8МТ        | 28 лютого 2022      | Київська область, Бучанський район, Макарівська селищна громада, неподалік с-ща Макарів                      | [ 211 ] [ 212 ] [ 115 ] | Герой України |
| 7                                       | Нестерук Дмитро Миколайович        | 25 років | Старший лейтенант | Штурман          | 16 ОБрАА             | Мі-8МТ        | 28 лютого 2022      | Київська область, Бучанський район, Макарівська селищна громада, неподалік с-ща Макарів                      | [ 211 ] [ 212 ] [ 115 ] | Орден Богдана Хмельницького III ступеня (Україна)                                                                          |
| 7                                       | Гнатюк Василь Андрійович           | 22 роки  | Лейтенант         | Бортінженер      | 16 ОБрАА             | Мі-8МТ        | 28 лютого 2022      | Київська область, Бучанський район, Макарівська селищна громада, неподалік с-ща Макарів                      | [ 211 ] [ 212 ] [ 115 ] | Орден Богдана Хмельницького III ступеня (Україна)                                                                          |
| 8                                       | Горбань Владислав В'ячеславович    | 27 років | Капітан           | Командир екіпажу | 18 ОБрАА             | Мі-8          | 6 березня 2022      | Миколаївська область, Миколаївський район, Новоодеська міська громада, неподалік м. Нова Одеса               | [ 213 ] [ 214 ] [ 215 ] [ 216 ] [ 217 ] | Герой України · Орден Богдана Хмельницького II ступеня (Україна) · Орден Богдана Хмельницького III ступеня (Україна)       |
| 8                                       | Зебницький Костянтин Миколайович   | 51 рік   | Майор             | Штурман          | 18 ОБрАА             | Мі-8          | 6 березня 2022      | Миколаївська область, Миколаївський район, Новоодеська міська громада, неподалік м. Нова Одеса               | [ 213 ] [ 214 ] [ 215 ] [ 216 ] [ 217 ] | Орден Богдана Хмельницького II ступеня (Україна) · Орден Богдана Хмельницького III ступеня (Україна)                       |
| 8                                       | Туревич Ігор Ігорович              | 30 років | Майор             | Бортінженер      | 18 ОБрАА             | Мі-8          | 6 березня 2022      | Миколаївська область, Миколаївський район, Новоодеська міська громада, неподалік м. Нова Одеса               | [ 213 ] [ 214 ] [ 215 ] [ 216 ] [ 217 ] | Орден Богдана Хмельницького II ступеня (Україна) · Орден Богдана Хмельницького III ступеня (Україна)                       |
| 9                                       | Чуйко Олександр Олександрович      | 28 років | Капітан           | Командир екіпажу | 18 ОБрАА             | Мі-8          | 6 березня 2022      | Миколаївська область, Миколаївський район, Новоодеська міська громада, неподалік м. Нова Одеса               | [ 218 ] [ 214 ] [ 215 ] [ 219 ] | Орден Богдана Хмельницького II ступеня (Україна) · Орден Богдана Хмельницького III ступеня (Україна)                       |
| 9                                       | Бондаренко Сергій Миколайович      | 26 років | Капітан           | Штурман          | 18 ОБрАА             | Мі-8          | 6 березня 2022      | Миколаївська область, Миколаївський район, Новоодеська міська громада, неподалік м. Нова Одеса               | [ 218 ] [ 214 ] [ 215 ] [ 219 ] | Орден Богдана Хмельницького II ступеня (Україна) · Орден Богдана Хмельницького III ступеня (Україна)                       |
| 9                                       | Пазич Ігор Іванович                | 45 років | Капітан           | Бортінженер      | 18 ОБрАА             | Мі-8          | 6 березня 2022      | Миколаївська область, Миколаївський район, Новоодеська міська громада, неподалік м. Нова Одеса               | [ 218 ] [ 214 ] [ 215 ] [ 219 ] | Орден Богдана Хмельницького II ступеня (Україна) · Орден Богдана Хмельницького III ступеня (Україна)                       |
| 10                                      | Мариняк Олександр Мирославович     | 42 роки  | Полковник         |                  | 16 ОБрАА             | Мі-24         | 8 березня 2022      | Київська область, Броварський район, Великодимерська селищна громада, неподалік с. Кулажинці                 | [ 220 ] [ 221 ] [ 222 ] | Герой України |
| 10                                      | Беззуб Іван Романович              | 26 років | Капітан           |                  | 16 ОБрАА             | Мі-24         | 8 березня 2022      | Київська область, Броварський район, Великодимерська селищна громада, неподалік с. Кулажинці                 | [ 220 ] [ 221 ] [ 222 ] | Орден Богдана Хмельницького III ступеня (Україна)                                                                          |
| 11                                      | Гегечкорі Олег Іродійович          | 50 років | Полковник         | Командир екіпажу | 11 ОБрАА             | Мі-8МТ        | 8 березня 2022      | Київська область, Броварський район, Калитянська селищна громада, неподалік с. Бервиця                       | [ 223 ] [ 224 ] [ 225 ] [ 226 ] | Герой України · Орден «За мужність» ІІ ступеня                                                                             |
| 11                                      | Мороз Ігор Вадимович               | 24 роки  | Старший лейтенант | Штурман          | 11 ОБрАА             | Мі-8МТ        | 8 березня 2022      | Київська область, Броварський район, Калитянська селищна громада, неподалік с. Бервиця                       | [ 223 ] [ 224 ] [ 225 ] [ 226 ] | Орден Богдана Хмельницького III ступеня (Україна) · Орден Данила Галицького                                                |
| 11                                      | Н/Д                                |          | Н/Д               |                  | 11 ОБрАА             | Мі-8МТ        | 8 березня 2022      | Київська область, Броварський район, Калитянська селищна громада, неподалік с. Бервиця                       | [ 223 ] [ 224 ] [ 225 ] [ 226 ] | |
| 12                                      | Чиж Олексій Сергійович             | 29 років | Капітан           | Командир екіпажу | 11 ОБрАА             | Мі-8МТ        | 8 березня 2022      | Чернігівська область, Ніжинський район, Новобасанська сільська громада, неподалік с. Нова Басань             | Чиж та Пепеляшко отримали поранення, перебували у полоні до 14.04.2022                                                                                   | Орден Богдана Хмельницького III ступеня (Україна)                                                                          |
| 12                                      | Пепеляшко Іван Михайлович          | 33 роки  | Капітан           | Штурман          | 11 ОБрАА             | Мі-8МТ        | 8 березня 2022      | Чернігівська область, Ніжинський район, Новобасанська сільська громада, неподалік с. Нова Басань             | Чиж та Пепеляшко отримали поранення, перебували у полоні до 14.04.2022                                                                                   | Орден Богдана Хмельницького III ступеня (Україна) · Орден «За мужність» ІІ ступеня                                         |
| 12                                      | Скляр Володимир Миколайович        | 29 років | Капітан           | Бортінженер      | 11 ОБрАА             | Мі-8МТ        | 8 березня 2022      | Чернігівська область, Ніжинський район, Новобасанська сільська громада, неподалік с. Нова Басань             | Чиж та Пепеляшко отримали поранення, перебували у полоні до 14.04.2022                                                                                   | Орден Богдана Хмельницького III ступеня (Україна)                                                                          |
| 13                                      | Борис Олександр Олександрович      | 27 років | Майор             | Командир екіпажу | 11 ОБрАА             | Мі-8          | 15 березня 2022     | Донецька область, Покровський район, Мар'їнська міська громада, неподалік м. Мар'їнка                        | [ 228 ] [ 229 ] [ 230 ] [ 231 ] | Герой України · Орден Богдана Хмельницького III ступеня (Україна) · Орден Данила Галицького                                |
| 13                                      | Тимошенко Леонід Олександрович     | 21 рік   | Лейтенант         | Штурман          | 11 ОБрАА             | Мі-8          | 15 березня 2022     | Донецька область, Покровський район, Мар'їнська міська громада, неподалік м. Мар'їнка                        | [ 228 ] [ 229 ] [ 230 ] [ 231 ] | Орден Богдана Хмельницького III ступеня (Україна) · Орден Данила Галицького                                                |
| 13                                      | Лазовський Олександр Сергійович    | 26 років | Старший лейтенант | Бортінженер      | 11 ОБрАА             | Мі-8          | 15 березня 2022     | Донецька область, Покровський район, Мар'їнська міська громада, неподалік м. Мар'їнка                        | [ 228 ] [ 229 ] [ 230 ] [ 231 ] | Орден «За мужність» ІІІ ступеня · Орден Данила Галицького                                                                  |
| 14                                      | Тимусь Юрій Володимирович          | 34 роки  | Майор             | Командир екіпажу | 16 ОБрАА             | Мі-8          | 31 березня 2022     | Донецька область, Маріупольський район, Маріупольська міська громада, неподалік м. Маріуполь                 | [ 232 ] [ 233 ] [ 229 ] | Орден «За мужність» ІІІ ступеня                                                                                            |
| 14                                      | Бадіка Денис Михайлович            | 25 років | Старший лейтенант | Штурман          | 16 ОБрАА             | Мі-8          | 31 березня 2022     | Донецька область, Маріупольський район, Маріупольська міська громада, неподалік м. Маріуполь                 | [ 232 ] [ 233 ] [ 229 ] | |
| 14                                      | Ваховський Іван Володимирович      | 26 років | Старший лейтенант | Бортінженер      | 16 ОБрАА             | Мі-8          | 31 березня 2022     | Донецька область, Маріупольський район, Маріупольська міська громада, неподалік м. Маріуполь                 | [ 232 ] [ 233 ] [ 229 ] | Орден Данила Галицького |
| 15                                      | Горошко Борис Борисович            | 37 років | Майор             | Командир екіпажу | 12 ОБрАА             | Мі-8          | 5 квітня 2022       | Запорізька область, неподалік с. Новоселівка                                                                 | Чичура безвісти зниклий | Орден Богдана Хмельницького III ступеня (Україна)                                                                          |
| 15                                      | Чичура Богдан Олегович             |          | Капітан           | Штурман          | 12 ОБрАА             | Мі-8          | 5 квітня 2022       | Запорізька область, неподалік с. Новоселівка                                                                 | Чичура безвісти зниклий | |
| 15                                      | Сіндій Вячеслав Юрійович           | 25 років | Старший лейтенант |                  | 12 ОБрАА             | Мі-8          | 5 квітня 2022       | Запорізька область, неподалік с. Новоселівка                                                                 | Чичура безвісти зниклий | |
| 16                                      | Вороний В'ячеслав Олегович         | 51 рік   | Полковник         | Командир екіпажу | 16 ОБрАА             | Мі-8          | 5 квітня 2022       | Донецька область, Маріупольський район, Маріупольська міська громада, неподалік м. Маріуполь                 | Під час бойової пошуково-рятувальної операції. Бурлаков отримав поранення, перебував у полоні до .04.2022. Загинув Боровицький Назар Богданович          | Орден Богдана Хмельницького III ступеня (Україна)                                                                          |
| 16                                      | Н/Д                                |          | Н/Д               |                  | 16 ОБрАА             | Мі-8          | 5 квітня 2022       | Донецька область, Маріупольський район, Маріупольська міська громада, неподалік м. Маріуполь                 | Під час бойової пошуково-рятувальної операції. Бурлаков отримав поранення, перебував у полоні до .04.2022. Загинув Боровицький Назар Богданович          | |
| 16                                      | Бурлаков Дмитро Дмитрович          |          | Капітан           | Бортінженер      | 16 ОБрАА             | Мі-8          | 5 квітня 2022       | Донецька область, Маріупольський район, Маріупольська міська громада, неподалік м. Маріуполь                 | Під час бойової пошуково-рятувальної операції. Бурлаков отримав поранення, перебував у полоні до .04.2022. Загинув Боровицький Назар Богданович          | Орден Богдана Хмельницького III ступеня (Україна) · Орден «За мужність» ІІІ ступеня · Медаль «За військову службу Україні» |
| 17                                      | Колісніченко Сергій Олександрович  | 39 років | Капітан           | Командир екіпажу | 11 ОБрАА             | Мі-24ПУ1      | 23 квітня 2022      | Харківська область, Ізюмський район, Куньєвська сільська громада, неподалік с. Олександрівка                 | [ 240 ] [ 224 ] [ 241 ] | Орден «За мужність» ІІІ ступеня · Орден Данила Галицького                                                                  |
| 17                                      | Скляр Олег Сергійович              | 25 років | Капітан           |                  | 11 ОБрАА             | Мі-24ПУ1      | 23 квітня 2022      | Харківська область, Ізюмський район, Куньєвська сільська громада, неподалік с. Олександрівка                 | [ 240 ] [ 224 ] [ 241 ] | Орден «За мужність» ІІІ ступеня                                                                                            |
| 18                                      | Панасюк Віктор Олександрович       | 38 років | Майор             | Командир екіпажу | 12 ОБрАА             | Мі-24         | 23 квітня 2022      | Донецька область, Краматорський район, Миколаївська міська громада, неподалік м. Миколаївка                  | [ 242 ] [ 243 ] [ 244 ] [ 245 ] | Орден Богдана Хмельницького II ступеня (Україна) · Орден Богдана Хмельницького III ступеня (Україна)                       |
| 18                                      | Попович Павло Сергійович           | 29 років | Капітан           |                  | 12 ОБрАА             | Мі-24         | 23 квітня 2022      | Донецька область, Краматорський район, Миколаївська міська громада, неподалік м. Миколаївка                  | [ 242 ] [ 243 ] [ 244 ] [ 245 ] | Орден Богдана Хмельницького III ступеня (Україна)                                                                          |
| 19                                      | Мулярчук Микола Олександрович      | 41 рік   | Майор             | Командир екіпажу | 12 ОБрАА             | Мі-24         | 23 квітня 2022      | Донецька область, Краматорський район, Миколаївська міська громада, неподалік м. Миколаївка                  | [ 242 ] [ 243 ] [ 235 ] [ 246 ] [ 245 ] | Орден Богдана Хмельницького II ступеня (Україна) · Орден Богдана Хмельницького III ступеня (Україна)                       |
| 19                                      | Шендриков Максим Сергійович        | 29 років | Капітан           |                  | 12 ОБрАА             | Мі-24         | 23 квітня 2022      | Донецька область, Краматорський район, Миколаївська міська громада, неподалік м. Миколаївка                  | [ 242 ] [ 243 ] [ 235 ] [ 246 ] [ 245 ] | Орден Богдана Хмельницького III ступеня (Україна) · Орден Данила Галицького                                                |
| 20                                      | Н/Д                                |          | Н/Д               | Командир екіпажу | 18 ОБрАА             | Мі-8МТ        | 16 червня 2022      | Донецька область, Краматорський район, Святогірська міська громада, неподалік с. Адамівка                    | [ 247 ] [ 34 ] [ 248 ] | |
| 20                                      | Мехеда Сергій Олександрович        | 40 років | Капітан           | Штурман          | 18 ОБрАА             | Мі-8МТ        | 16 червня 2022      | Донецька область, Краматорський район, Святогірська міська громада, неподалік с. Адамівка                    | [ 247 ] [ 34 ] [ 248 ] | Орден Богдана Хмельницького II ступеня (Україна) · Орден Богдана Хмельницького III ступеня (Україна)                       |
| 20                                      | Н/Д                                |          | Н/Д               | Бортінженер      | 18 ОБрАА             | Мі-8МТ        | 16 червня 2022      | Донецька область, Краматорський район, Святогірська міська громада, неподалік с. Адамівка                    | [ 247 ] [ 34 ] [ 248 ] | |
| 21                                      | Качай Євген Васильович             | 23 роки  | Лейтенант         |                  |                      | Мі-8          | 2 липня 2022        | Дніпропетровська область, Криворізький район, Зеленодольська міська громада, неподалік м. Зеленодольськ      | [ 249 ] | Орден «За мужність» ІІІ ступеня                                                                                            |
| 21                                      | Н/Д                                |          | Н/Д               | Штурман          |                      | Мі-8          | 2 липня 2022        | Дніпропетровська область, Криворізький район, Зеленодольська міська громада, неподалік м. Зеленодольськ      | [ 249 ] | |
| 21                                      | Н/Д                                |          | Н/Д               | Бортінженер      |                      | Мі-8          | 2 липня 2022        | Дніпропетровська область, Криворізький район, Зеленодольська міська громада, неподалік м. Зеленодольськ      | [ 249 ] | |
| 22                                      | Копотун Євген Володимирович        | 27 років | Майор             | Командир екіпажу | 16 ОБрАА             | Мі-8          | 13 липня 2022       | Донецька область, Волноваський район, Вугледарська міська громада, неподалік с. Пречистівка                  | [ 250 ] [ 229 ] [ 142 ] [ 251 ] | Орден Богдана Хмельницького III ступеня (Україна) · Орден Данила Галицького                                                |
| 22                                      | Кріль Назарій Романович            | 22 роки  | Старший лейтенант | Штурман          | 16 ОБрАА             | Мі-8          | 13 липня 2022       | Донецька область, Волноваський район, Вугледарська міська громада, неподалік с. Пречистівка                  | [ 250 ] [ 229 ] [ 142 ] [ 251 ] | Орден Богдана Хмельницького III ступеня (Україна)                                                                          |
| 22                                      | Лозовий Богдан Віталійович         | 24 роки  | Капітан           | Бортінженер      | 16 ОБрАА             | Мі-8          | 13 липня 2022       | Донецька область, Волноваський район, Вугледарська міська громада, неподалік с. Пречистівка                  | [ 250 ] [ 229 ] [ 142 ] [ 251 ] | Орден Богдана Хмельницького III ступеня (Україна) · Орден «За мужність» ІІІ ступеня                                        |
| 23                                      | Федоров Максим Сергійович          | 43 роки  | Полковник         | Командир екіпажу | 12 ОБрАА             | Мі-8МТ        | 11 грудня 2022      | Донецька область, Краматорський район, Костянтинівська міська громада, м. Костянтинівка                      | [ 252 ] [ 253 ] | Орден Богдана Хмельницького I ступеня (Україна) · Орден Богдана Хмельницького II ступеня (Україна)                         |
| 23                                      | Левчук Владислав Олександрович     | 23 роки  | Капітан           | Штурман          | 12 ОБрАА             | Мі-8МТ        | 11 грудня 2022      | Донецька область, Краматорський район, Костянтинівська міська громада, м. Костянтинівка                      | [ 252 ] [ 253 ] | Орден Богдана Хмельницького III ступеня (Україна)                                                                          |
| 23                                      | Маркевич Віталій Вікторович        | 27 років | Капітан           | Бортінженер      | 12 ОБрАА             | Мі-8МТ        | 11 грудня 2022      | Донецька область, Краматорський район, Костянтинівська міська громада, м. Костянтинівка                      | [ 252 ] [ 253 ] | Орден Богдана Хмельницького III ступеня (Україна)                                                                          |
| 2023 рік                                |                                    |          |                   |                  |                      |               |                     | | | |
| 24                                      | Бутенко Геннадій Юрійович          | 53 роки  | Капітан           | Командир екіпажу | 18 ОБрАА             | Мі-2          | 31 січня 2023       | Полтавська область, Полтавський район, Полтавська міська громада, неподалік м. Полтава                       | [ 254 ] | |
| 24                                      | Станкевич Владислав Олександрович  | 46 років | Старший лейтенант | Штурман          | 18 ОБрАА             | Мі-2          | 31 січня 2023       | Полтавська область, Полтавський район, Полтавська міська громада, неподалік м. Полтава                       | [ 254 ] | |
| 25                                      | Н/Д                                |          | Н/Д               | Командир екіпажу | 18 ОБрАА             | Мі-17В-5      | 9 червня 2023       | Харківська область, Лозівський район, Лозівська міська громада, неподалік с. Садове                          | З трьох членів екіпажу двоє отримали поранення | |
| 25                                      | Н/Д                                |          | Н/Д               | Штурман          | 18 ОБрАА             | Мі-17В-5      | 9 червня 2023       | Харківська область, Лозівський район, Лозівська міська громада, неподалік с. Садове                          | З трьох членів екіпажу двоє отримали поранення | |
| 25                                      | Зозуля Владислав Ярославович       | 24 роки  | Старший лейтенант | Бортінженер      | 18 ОБрАА             | Мі-17В-5      | 9 червня 2023       | Харківська область, Лозівський район, Лозівська міська громада, неподалік с. Садове                          | З трьох членів екіпажу двоє отримали поранення | |
| 26                                      | Опанасюк Віктор Миколайович        | 56 років | Полковник         | Командир екіпажу | 18 ОБрАА             | Мі-8МТ        | 29 серпня 2023      | Донецька область, Краматорський район, Новодонецька селищна громада, неподалік с-ща Новоявленка              | Зіткнення двох гелікоптерів | |
| 26                                      | Яровий Іван Миколайович            | 23 роки  | Старший лейтенант | Штурман          | 18 ОБрАА             | Мі-8МТ        | 29 серпня 2023      | Донецька область, Краматорський район, Новодонецька селищна громада, неподалік с-ща Новоявленка              | Зіткнення двох гелікоптерів | |
| 26                                      | Кисіль Євген Анатолійович          | 35 років | Капітан           | Бортінженер      | 18 ОБрАА             | Мі-8МТ        | 29 серпня 2023      | Донецька область, Краматорський район, Новодонецька селищна громада, неподалік с-ща Новоявленка              | Зіткнення двох гелікоптерів | |
| 27                                      | Римар Владислав Володимирович      | 27 років | Капітан           | Командир екіпажу | 18 ОБрАА             | Мі-8МТ        | 29 серпня 2023      | Донецька область, Краматорський район, Новодонецька селищна громада, неподалік с-ща Новоявленка              | Зіткнення двох гелікоптерів | |
| 27                                      | Воробець Валентин Олегович         | 22 роки  | Старший лейтенант | Штурман          | 18 ОБрАА             | Мі-8МТ        | 29 серпня 2023      | Донецька область, Краматорський район, Новодонецька селищна громада, неподалік с-ща Новоявленка              | Зіткнення двох гелікоптерів | |
| 27                                      | Анісімов Юрій Михайлович           | 37 років | Капітан           | Бортінженер      | 18 ОБрАА             | Мі-8МТ        | 29 серпня 2023      | Донецька область, Краматорський район, Новодонецька селищна громада, неподалік с-ща Новоявленка              | Зіткнення двох гелікоптерів | |
| 28                                      | Новосад Сергій Анатолійович        | 42 роки  | Підполковник      | Командир екіпажу | 16 ОБрАА             | Мі-24         | 20 жовтня 2023      | Донецька область, Бахмутський район, Часовоярська міська громада, неподалік м. Часів Яр                      | [ 258 ] | |
| 28                                      | Н/Д                                |          | Н/Д               |                  | 16 ОБрАА             | Мі-24         | 20 жовтня 2023      | Донецька область, Бахмутський район, Часовоярська міська громада, неподалік м. Часів Яр                      | [ 258 ] | |
| 2024 рік                                |                                    |          |                   |                  |                      |               |                     | | | |
| 29                                      | Покатаєв Вадим Юрійович            |          | Капітан           | Командир екіпажу | 11 ОБрАА             | Мі-17В-5      | 13 лютого 2024      | Запорізька область, Пологівський район, Токмацька міська громада, неподалік с. Роботине                      | З трьох членів екіпажу один отримав поранення | Орден Богдана Хмельницького II ступеня (Україна) · Орден Богдана Хмельницького III ступеня (Україна)                       |
| 29                                      | Іванцов Всеволод Павлович          | 23 роки  | Капітан           | Штурман          | 11 ОБрАА             | Мі-17В-5      | 13 лютого 2024      | Запорізька область, Пологівський район, Токмацька міська громада, неподалік с. Роботине                      | З трьох членів екіпажу один отримав поранення | Орден Богдана Хмельницького III ступеня (Україна)                                                                          |
| 29                                      | Н/Д                                |          | Н/Д               | Бортінженер      | 11 ОБрАА             | Мі-17В-5      | 13 лютого 2024      | Запорізька область, Пологівський район, Токмацька міська громада, неподалік с. Роботине                      | З трьох членів екіпажу один отримав поранення | |
| 30                                      | Бакун Андрій Васильович            | 26 років | Майор             | Командир екіпажу | 12 ОБрАА             | Мі-17В-5      | 12 березня 2024     | Дніпропетровська область, Синельниківський район, Новопавлівська сільська громада, неподалік с. Новопавлівка | [ 262 ] | |
| 30                                      | Кава Ярослав Олександрович         | 30 років | Капітан           | Штурман          | 12 ОБрАА             | Мі-17В-5      | 12 березня 2024     | Дніпропетровська область, Синельниківський район, Новопавлівська сільська громада, неподалік с. Новопавлівка | [ 262 ] | |
| 30                                      | Н/Д                                |          | Н/Д               | Бортінженер      | 12 ОБрАА             | Мі-17В-5      | 12 березня 2024     | Дніпропетровська область, Синельниківський район, Новопавлівська сільська громада, неподалік с. Новопавлівка | [ 262 ] | |
| 31                                      | Скиба Анатолій Федоровича          | 48 років | Підполковник      |                  | 11 ОБрАА             | Мі-24         | 11 травня 2024      | Дніпропетровська область, Синельниківський район, Васильківська селищна громада, неподалік с. Манвелівка     | [ 263 ] [ 260 ] [ 264 ] | Орден «За мужність» ІІІ ступеня                                                                                            |
| 31                                      | Могилко Дмитро Едуардович          | 27 років | Майор             |                  | 11 ОБрАА             | Мі-24         | 11 травня 2024      | Дніпропетровська область, Синельниківський район, Васильківська селищна громада, неподалік с. Манвелівка     | [ 263 ] [ 260 ] [ 264 ] | Орден Богдана Хмельницького III ступеня (Україна) · Орден «За мужність» ІІІ ступеня                                        |
| 31                                      | Атасов Олександр Олександрович     | 29 років | Капітан           |                  | 11 ОБрАА             | Мі-24         | 11 травня 2024      | Дніпропетровська область, Синельниківський район, Васильківська селищна громада, неподалік с. Манвелівка     | [ 263 ] [ 260 ] [ 264 ] | Орден «За мужність» ІІІ ступеня                                                                                            |
| 31                                      | Тараканов Владислав Андрійович     |          | Капітан           |                  | 11 ОБрАА             | Мі-24         | 11 травня 2024      | Дніпропетровська область, Синельниківський район, Васильківська селищна громада, неподалік с. Манвелівка     | [ 263 ] [ 260 ] [ 264 ] | Орден Богдана Хмельницького III ступеня (Україна)                                                                          |
| 31                                      | Кокорін Дмитро Олегович            | 22 роки  | Лейтенант         |                  | 11 ОБрАА             | Мі-24         | 11 травня 2024      | Дніпропетровська область, Синельниківський район, Васильківська селищна громада, неподалік с. Манвелівка     | [ 263 ] [ 260 ] [ 264 ] | Орден Богдана Хмельницького III ступеня (Україна)                                                                          |
| 31                                      | Назарчук Сергій Дорофійович        | 55 років | Майстер-сержант   |                  | 11 ОБрАА             | Мі-24         | 11 травня 2024      | Дніпропетровська область, Синельниківський район, Васильківська селищна громада, неподалік с. Манвелівка     | [ 263 ] [ 260 ] [ 264 ] | Орден «За мужність» ІІІ ступеня                                                                                            |

- Тихолоз Андрій Павлович (10 вересня 1979 – 13 червня 2014, борттехнік Мі-8, майор 11 ОБрАА)
- Арциленко Дмитро Юрійович (11 березня 1988 – 12 серпня 2014 в шпиталі м. Дніпра від поранення отриманого від отриманого 7 серпня 2014 під час обстрілу санітарного гелікоптера Мі-8МТ (червоний 90) в районі с. Благодатне, штурман, майор 11 ОБрАА)
- Данілов Едуард Веніамінович (19.08.2014)
- Слюсаренко Олексій
- Глиненко Сергій Анатолійович (авіакатастрофа 4 березня 2022, старший лейтенант, штурман Мі-8)
- Пентела Юрій Дмитрович (8 серпня 1980 – 4 березня 2022 у с-щі Велика Новосілка, капітан, бортінженер Мі-8, 11 або 16 ОБрАА)
- Ляшенко Богдан Романович (19 лютого 1994 – 2 травня 2022, капітан)
- Сізов Віталій Олександрович (10 травня 1983 – 2 травня 2022 Улянівка, бортовий авіаційний технік)[265]
- Міщенко Богдан В'ячеславович (22 червня 1999 – 17 вересня 2022, лейтенант)
- Скрипник Сергій
- Гулов Владислав Олегович (19.12.2022)
- Зубач Олександр Лукашович (19.12.2022)
- Горошко Борис Борисович (05.04.2022)
- Беседа Владислав Леонідович
- Новосад Сергій Анатолійович

```
(20.10.2023)
```

## Морська авіація
| № | Прізвище, ім'я та по батькові | Вік      | Військове звання | Військова посада | Військове формування | Модель літака | Дата авіакатастрофи | Місце авіакатастрофи           | Обставини       | Нагорода      |
| - | ----------------------------- | -------- | ---------------- | ---------------- | -------------------- | ------------- | ------------------- | ------------------------------ | --------------- | ------------- |
| 1 | Бедзай Ігор Володимирович     | 49 років | Полковник        |                  | 10 МАБр              | Мі-14ПС       | 7 травня 2022       | Чорне море, поблизу о. Зміїний | [ 266 ] [ 267 ] | Герой України |
| 1 | Заремба Михайло Ігорович      | 34 роки  | Майор            |                  | 10 МАБр              | Мі-14ПС       | 7 травня 2022       | Чорне море, поблизу о. Зміїний | [ 266 ] [ 267 ] |               |
| 1 | Мущицький Сергій Миколайович  | 35 років | Капітан          |                  | 10 МАБр              | Мі-14ПС       | 7 травня 2022       | Чорне море, поблизу о. Зміїний | [ 266 ] [ 267 ] |               |
| 1 | Ільчук Василь Васильович      | 34 роки  | Штаб-сержант     |                  | 10 МАБр              | Мі-14ПС       | 7 травня 2022       | Чорне море, поблизу о. Зміїний | [ 266 ] [ 267 ] |               |
| 1 | Пирог Юрій Миколайович        | 52 роки  | Штаб-сержант     |                  | 10 МАБр              | Мі-14ПС       | 7 травня 2022       | Чорне море, поблизу о. Зміїний | [ 266 ] [ 267 ] |               |

- Севернюк Юрій Вікторович (04.10.2022, 10 МАБр)

## Авіація Міністерства внутрішніх справ
| № | Прізвище, ім'я та по батькові     | Вік      | Військове звання                       | Військова посада | Військове формування              | Модель літака               | Дата авіакатастрофи | Місце авіакатастрофи                                                       | Обставини                  | Нагорода |
| - | --------------------------------- | -------- | -------------------------------------- | ---------------- | --------------------------------- | --------------------------- | ------------------- | -------------------------------------------------------------------------- | -------------------------- | -------- |
| 1 | Бульдович Сергій Іванович         | 40 років | Полковник                              | Командир екіпажу | Гвардійська авіаційна база НГ     | Мі-8МТ                      | 29 травня 2014      | Донецька область, Слов'янський район, неподалік м. Слов'янськ              | Макеєнко отримав поранення |          |
| 1 | Макеєнко Олександр Миколайович    | 35 років | Капітан                                | Другий пілот     | Гвардійська авіаційна база НГ     | Мі-8МТ                      | 29 травня 2014      | Донецька область, Слов'янський район, неподалік м. Слов'янськ              | Макеєнко отримав поранення |          |
| 1 | Кравченко Сергій Миколайович      | 39 років | Полковник                              | Бортінженер      | Гвардійська авіаційна база НГ     | Мі-8МТ                      | 29 травня 2014      | Донецька область, Слов'янський район, неподалік м. Слов'янськ              | Макеєнко отримав поранення |          |
| 2 | Редькін Руслан Вікторович         | 37 років | Підполковник служби цивільного захисту | Командир екіпажу | Спеціальний авіаційний загін ДСНС | Мі-8Т                       | 21 червня 2014      | Харківська область, Харківський район, неподалік с. Лизогубівка            | [ 269 ]                    |          |
| 2 | Лисиченко Олександр Миколайович   | 36 років |                                        | Штурман          | Спеціальний авіаційний загін ДСНС | Мі-8Т                       | 21 червня 2014      | Харківська область, Харківський район, неподалік с. Лизогубівка            | [ 269 ]                    |          |
| 2 | Михайлик Володимир Георгійович    | 38 років | Капітан служби цивільного захисту      | Бортінженер      | Спеціальний авіаційний загін ДСНС | Мі-8Т                       | 21 червня 2014      | Харківська область, Харківський район, неподалік с. Лизогубівка            | [ 269 ]                    |          |
| 2 | Василенко Олександр Миколайович   |          |                                        | Командир екіпажу | ДСНС                              | Eurocopter EC225 Super Puma | 18 січня 2023       | Київська область, Броварський район, Броварська міська громада, м. Бровари | [ 270 ] [ 271 ]            |          |
| 2 | Коваленко Костянтин Олександрович |          |                                        | Другий пілот     | ДСНС                              | Eurocopter EC225 Super Puma | 18 січня 2023       | Київська область, Броварський район, Броварська міська громада, м. Бровари | [ 270 ] [ 271 ]            |          |
| 2 | Касьянов Іван Володимирович       |          |                                        | Бортінженер      | ДСНС                              | Eurocopter EC225 Super Puma | 18 січня 2023       | Київська область, Броварський район, Броварська міська громада, м. Бровари | [ 270 ] [ 271 ]            |          |

- Кузнєцов Олексій Сергійович (19 жовтня 1975 – 24 лютого 2022, капітан)[110]
- Барц Володимир Миколайович (24.02.2022)